# Cacherout
La cacherout ou kashrout (en hébreu : כשרות המטבח והמאכלים kashrout hamitba'h véhamaakhalim, « convenance de la cuisine et des aliments ») est le code alimentaire prescrit aux enfants d'Israël dans la Bible hébraïque. Elle constitue l'un des principaux fondements de la Loi, de la pensée et de la culture juives.
Elle regroupe d'une part l'ensemble des critères désignant un aliment (animal ou végétal) comme permis ou non à la consommation, et d'autre part l'ensemble des lois permettant de les préparer ou de les rendre propres à la consommation. Les aliments en conformité avec ces lois sont dits casher, « aptes » ou « convenables » à la consommation.
Certaines consommations non alimentaires sont dénommées cachères par extension, afin de signaler leur approbation par les autorités rabbiniques, tel l'usage du téléphone ou les œuvres audiovisuelles.

## La cacherout dans les sources juives

### Dans la Bible hébraïque
Les prescrits sont énoncés dans le livre du Lévitique chapitre 11 et dans le Deutéronome chapitre 14.

## Étymologie et terminologie
Le terme cacher apparaît une seule fois dans la Bible hébraïque, et est rendu en français par « convenable ». C'est également ce sens de « convenable » et « valable » qu'il a dans la Mishna. C'est pourquoi le terme casher peut être utilisé dans au moins trois cas.
Dans le premier, le mot a une signification profane similaire au mot « convenable » en français. C'est ainsi pour souligner la valeur de Darius Ier, qui assista les Judéens dans la reconstruction du Temple, souverain que le Talmud qualifie de « roi casher ». C'est aussi ce sens qu'il possède dans de nombreuses expressions « figurées » actuelles.
Dans un contexte religieux non alimentaire, le terme « casher » est conventionnellement employé pour signifier « propre au rituel », et son antonyme est alors « passoul » (disqualifié). Il s'applique à un verre de vin, un rouleau de la Torah, une mezouza, et tout autre objet ayant pour fonction de permettre la réalisation du rituel.
Enfin, le sens le plus connu est celui lié à l'alimentation, sens d'ailleurs proche du précédent. Le repas juif a en effet pour fonction de reproduire le rituel des korbanot qui se tenaient dans le Temple de Jérusalem, et les ustensiles et récipients de cuisine, ainsi que les aliments doivent être « acceptables » pour réaliser cet acte de sainteté. Le Lévitique, décrivant le rituel ainsi que les aliments acceptables, définit les aliments selon deux catégories : tahor (pur) et tamè (impur). L'antonyme de casher est dans ce cas soit tamè (« impur »), désignant un aliment qui ne peut en aucun cas servir au rituel du repas (le porc, par exemple), soit tarèf (littéralement, « déchiré »), c'est-à-dire potentiellement acceptable pour la consommation mais rendu impropre par suite d'une mauvaise application du rituel.

## Principes de la cacherout
Les lois de la cacherout dérivent de divers passages de la Torah' principalement dans le Lévitique 11 et le Deutéronome. Elles sont nombreuses et variées, et toutes ne sont pas universellement observées. Certaines ne le sont que par certains courants, d'autres dépendent du rite d'origine. Cependant, on peut en dégager les règles principales : 
- Pour les aliments d'origine animale :
  - ils doivent présenter des signes particuliers et, dans le cas de mammifères et de volailles, provenir d'espèces particulières ;
  - ils doivent être abattus de manière rituelle ; les parties interdites à la consommation, dont le sang, le nerf sciatique et la graisse, doivent être retirées ;
  - « l'agneau ne peut être cuit dans le lait de la mère » ;
  - seul le lait des espèces licites peut être consommé[11].
- Pour les aliments d'origine végétale :
  - ils doivent être vérifiés afin de s'assurer de l'absence d'insectes visibles à l'œil nu ;
  - certains délais doivent être observés et, dans le cas du produit de la récolte en terre d'Israël, les dîmes doivent être prélevées.
- Des lois supplémentaires s'appliquent lors de jours saints spécifiques, et uniquement lors de ces jours.
- Certains aliments doivent être préparés en grande partie ou en exclusivité par des enfants d'Israël.
- Les plats non casher transmettent leur impureté aux ustensiles utilisés pour leur préparation, et ne peuvent servir pour les nourritures casher auxquelles elles transmettraient à leur tour leur impureté. Certains ustensiles, selon les matériaux dont ils sont faits, peuvent être purifiés par application d'une flamme à une telle température que des étincelles jaillissent de l'objet si on le frotte (libboun), ou par immersion dans de l'eau bouillante (hagala).
- Nul Juif n'est censé ignorer les lois de la cacherout pour son usage personnel. Toutefois, la surveillance et la supervision de la chaîne de production de nourritures destinées à autrui, par exemple pour la vente ou la restauration, doivent être confiées à un expert en cacherout.

### Les espèces animales licites et illicites
La Bible divise les animaux en trois règnes : ceux qui vivent sur terre, ceux qui volent et ceux qui vivent dans l'eau. Le règne terrestre est subdivisé en animaux sauvages, domestiques et rampants.
La première mention d'« animaux purs et animaux qui ne sont pas purs » se trouve dans la parashat Noa'h. Cependant, la distinction n'est décrite que dans Lévitique 11 et Deutéronome 14. Il est répété pour les animaux impurs le mot « abominable » ou « abomination » : « abominables ils resteront pour vous : ne mangez point de leur chair » ; « Tu ne mangeras d'aucune chose abominable ».
Pour les animaux vivant sur terre, sont purs les animaux à sabots fendus ruminant leur nourriture, dont le bœuf, le veau, le mouton, l'agneau ou la chèvre et impurs les animaux dont le sabot n'est pas fendu comme l'âne ou le cheval, ou le lièvre (considéré aujourd'hui comme pseudo-ruminant du fait de sa digestion en deux phases), même s'ils ruminent, ou ceux dont le sabot est fendu mais qui ne ruminent pas comme le porc.
Pour les animaux qui volent, ce qui inclut les chiroptères, la Bible donne une liste d'oiseaux interdits, notamment les rapaces. Les tourterelles et jeunes pigeons sont purs, étant les seuls oiseaux admis pour une offrande. Les volailles de basse-cour (poulet, canard, oie, dinde, pintade) sont toutes potentiellement pures. Toutefois, la pureté d'un animal doit être certifiée par tradition avant qu'un de ces animaux soit abattu, préparé puis consommé. En pratique, la liste des oiseaux purs et impurs est établie à partir des gloses de Rachi. La Torah mentionne certains types de sauterelles comme permises à la consommation. Cependant, à l'exception de communautés dont les sauterelles constituent l'une des principales sources de nourriture, leur consommation est interdite en raison du doute quant à l'identification des espèces d'insectes permises. Elle a été interdite dans la communauté de Djerba en Tunisie au XVIIIe siècle par décision du rabbin Aron Perez.

Poisson (en héraldique) : écailles et nageoires.

Pour les animaux aquatiques, sont purs ceux qui ont des écailles et des nageoires, ce qui inclut des poissons tels que le saumon, la morue, le hareng, la sardine, le merlan, la dorade, le bar, la sole, le thon, la carpe, etc. L'esturgeon, qui perd ses écailles lors de l'accouplement, n'est pas casher, ni la lotte, le silure, la raie, l'anguille ni aucun fruit de mer (crevette, langouste, homard, huître, moule, etc.). Les poissons autorisés sont réunis dans cette liste des poissons cachers.
Outre l'appartenance à une espèce pure, chaque animal doit, selon la Bible, être exempt d'impureté individuelle, c'est-à-dire ne souffrir d'aucune infirmité, parmi lesquelles la cécité ou l'écrasement des testicules afin d'être offert devant Dieu. Cependant, et bien qu'il soit interdit à un Juif de châtrer un animal, raison pour laquelle on ne trouve en principe pas de bœuf, de chapon, etc. en Israël, il est licite d'abattre et consommer la chair d'un animal préalablement castré par un Goy.

### Régulations liées à la viande et la volaille

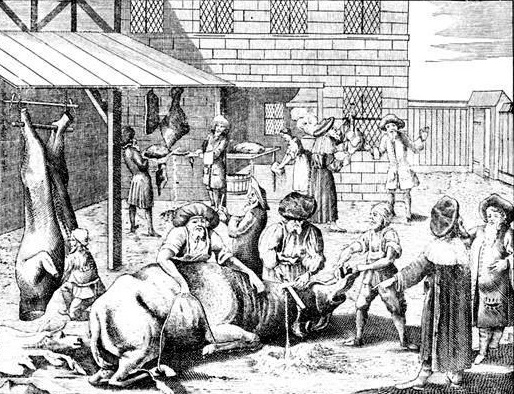
Shehita.

#### Abattage rituel

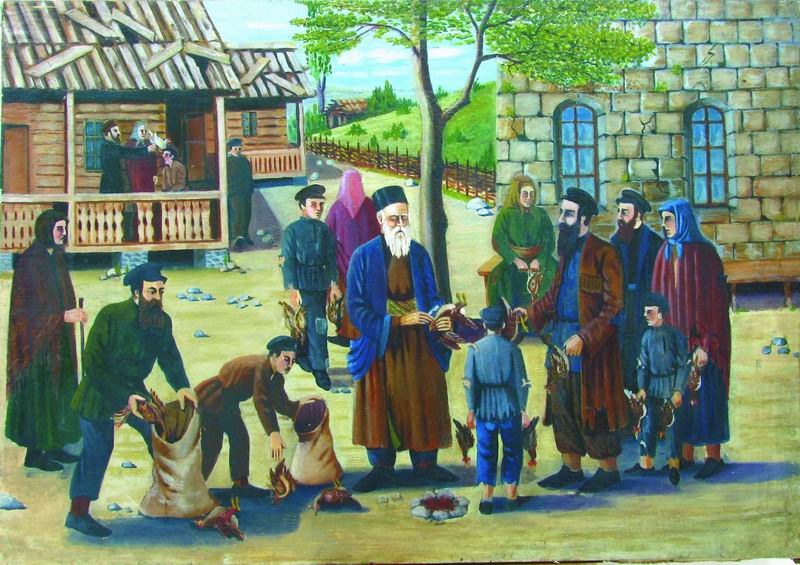
Abattage de la volaille selon les principes religieux, Shalom Koboshvili, Géorgie, 1940.

L'abattage rituel (shehita), auquel la Torah fait allusion de façon implicite mais non explicite a principalement pour but de vider la bête de son sang qui est interdit à la consommation : « Loi perpétuelle pour vos générations, dans toutes vos demeures : (...) tout sang, vous vous abstiendrez d'en manger ». La shehita consiste entre autres à trancher la veine jugulaire, l'artère carotide, l'œsophage et la trachée d'un seul geste continu au moyen d'un couteau effilé ne présentant aucune encoche. La défaillance d'un seul de ces critères rend la viande impropre.
La carcasse doit en outre être vérifiée après l'abattage, afin de s'assurer que l'animal n'était pas atteint d'un défaut qui aurait entraîné sa mort naturelle au cours de l'année, et rendrait sa mort par abattage douteuse, et donc impropre. L'une des lésions les plus invalidantes selon le Beth Yossef est la présence d'adhérences pulmonaires ; alors que les juifs séfarades considèrent l'animal consommable si le poumon demeure étanche après résection de la lésion, les juifs ashkénazes n'acceptent qu'une bête dont le poumon est lisse (yiddish גלאט glatt). Le terme glatt est cependant actuellement employé pour définir des critères de cacheroute plus rigoureux qu'à l'ordinaire, et ne s'appliquent pas seulement à l'aspect des poumons.

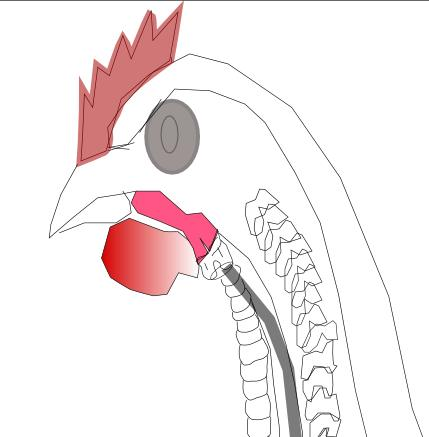
Abattage casher du poulet (shehita).

Les parties interdites à la consommation, parmi lesquelles le sang, le suif et le nerf sciatique ou ligament de la hanche, doivent ensuite être retirées.
L'interdiction de la consommation du sang apparaît dès les premiers récits bibliques, preuve de l'antiquité dont les Hébreux créditaient cet usage. Par ailleurs, ils recouvraient le sang de leurs victimes, selon la croyance que « la vie de la chair est dans le sang. » La chair des animaux terrestres et des volatiles est donc à consommer exsangue, et toute offrande doit être offerte avec du sel, afin de poursuivre cette extraction.
Cet interdit est si marqué que le terme taref (déchiré), désignant au sens strict une bête abattue improprement (c'est le cas non seulement des abattages n'ayant pas été réalisés selon la shehita mais aussi de bêtes abattues selon le rite, mais avec un couteau présentant un défaut) ou blessée par un chasseur avant d'être consommée, en est venu à servir d'antonyme à kascher. Toutefois, le terme exact est tamè (impur), seules les bêtes pures pouvant être consommées. Par ailleurs, lorsqu'un chasseur capture un animal pur, vivant, sain et sans blessure, celui-ci peut être consommé à condition d'être abattu selon le rite. Cependant, le Talmud décourage la chasse, particulièrement à titre de loisir, car elle est cruelle envers les animaux.
La Torah prescrit, peu après ces règles, la centralisation des abattages dans le sanctuaire (le Tabernacle lors de la traversée du désert, les Temples de Jérusalem tant que ceux-ci demeureront) : tout animal dont on voudrait consommer la chair doit être approché des cohanim (fils d'Aaron), qui prélèveront les parties interdites à la consommation, ainsi que les parties revenant de droit aux cohanim par statut. L'abattage lui-même pourra toutefois être effectué par une personne qui ne fait pas partie de la tribu des prêtres. La viande sera permise à la consommation au cours de la journée et de la soirée de l'abattage, après quoi ses restes devront être brûlés sur l'autel.
Après la destruction du second Temple, l'abattage est confié à des individus spécialisés dans l'acte, les shohetim, devant être des hommes pieux. La bonne tenue du rite est, pour plus de sûreté, supervisée par un mashguiah qui vérifie également la conformité des autres « matières premières, » avant de délivrer une attestation de cacheroute pour la vente de produits alimentaires en commerce ou dans la restauration.

#### Lenikkour(extraction des parties interdites) et conséquence sur le goût des viandes

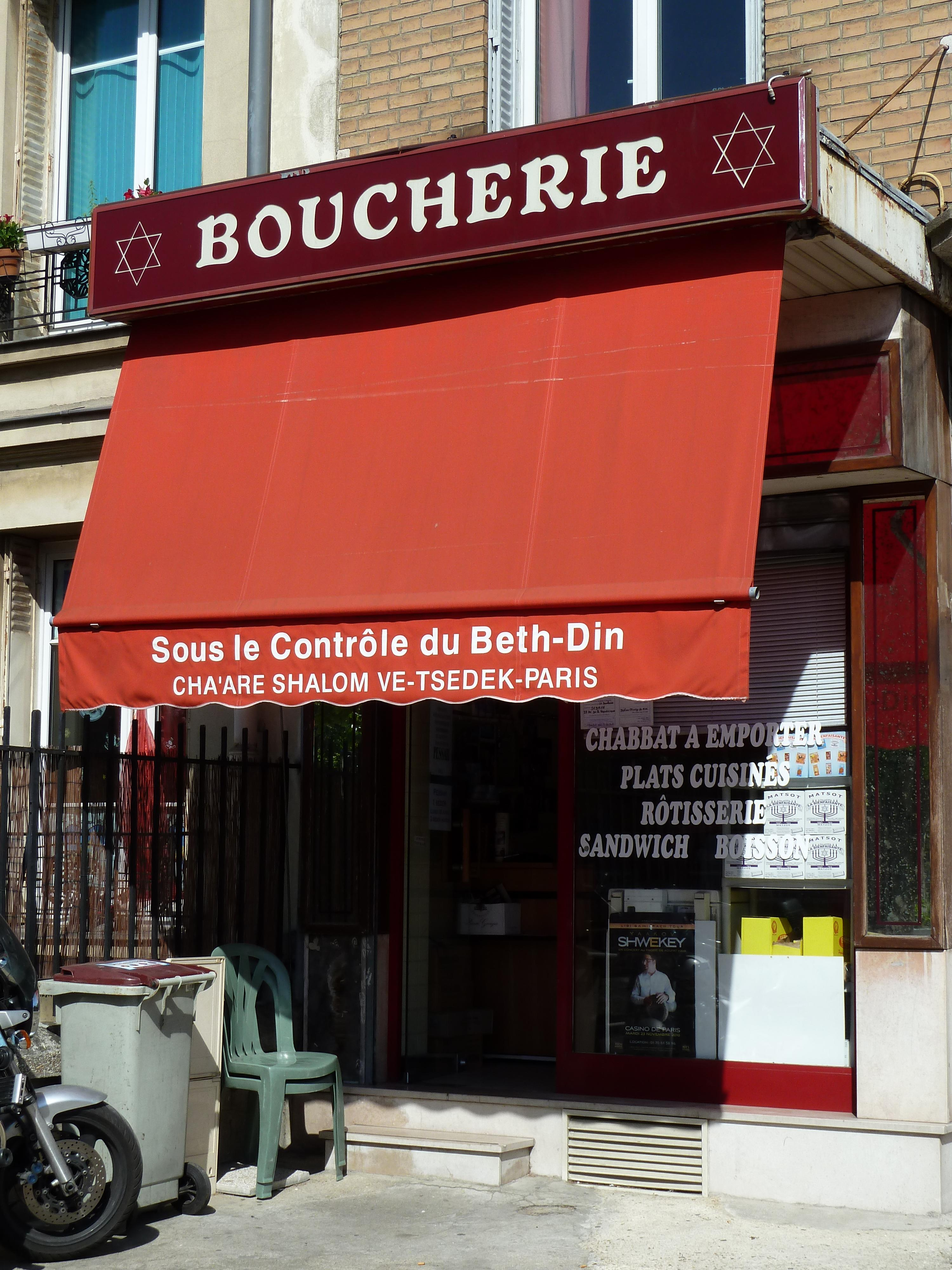
Boucherie cachère en France.

Du fait de la proscription portant sur la consommation des parties interdites dont le tendon de la hanche ou le nerf sciatique, il est nécessaire de pratiquer le nikkour (ou treibering en yiddish) : prélèvement du tendon inguinal, du suif et des gros vaisseaux environnants. Cette opération, pratiquée quasi universellement jusqu'au XIXe siècle, étant délicate et peu rentable, la viande possédant un aspect « déplaisant » à la suite de celle-ci, les autorités rabbiniques européennes ainsi que le Grand-rabbin de New York, ont jugé préférable de déclarer les parties arrière des animaux impropres à la consommation, et les bouchers les remettent dans le circuit de distribution des viandes non kascher. Ces parties, qui s'étendent jusqu’à la huitième côte pour les bovins, et incluent les rumstecks, filets, faux-filets, bavettes, onglets, entrecôtes et côtes, sont les morceaux de première catégorie, les plus tendres de l'animal. Les pièces improprement appelées « entrecôtes », que l'on peut trouver sur l'étal de certaines boucheries kascher en France, sont en fait des basses côtes de la partie avant du bœuf, donc des morceaux de deuxième catégorie, beaucoup moins tendres. C'est pour cette raison qu'à appellation identique, la viande bovine kascher apparaît beaucoup moins tendre que les autres.
Cette règle ne repose sur aucun interdit religieux à proprement parler (ce qui serait le cas si les pièces suscitées étaient inconsommables, que les parties soient retirées ou non), et sa justification est uniquement financière. Le nikkour n'est réalisé de nos jours qu'en Israël, du fait de l'absence de demande pour de la viande non purgée. Cependant, le rabbin Moshe Feinstein ayant déclaré que l'oubli d'une prescription de la Torah constitue une faute grave, un séminaire a été tenu aux États-Unis en 2007 en vue de réintroduire la pratique.

#### Accommodage: la cachérisation
Une pièce de viande ou de volaille, même issue d'un animal abattu rituellement, comporte encore du sang, et doit en être débarrassée avant d'être cuisinée. Ce processus doit être réalisé dans les trois jours suivant l'abattage, sans quoi le sang se fige. Il s'effectue en trois étapes :
- lors de la cheriyya (« lavage »), la viande est plongée dans un récipient rempli d'eau et trempée sur toute sa surface pendant une demi-heure, afin de la ramollir de sorte qu'elle puisse absorber du sel. Les liquides sont ensuite drainés en déposant la viande sur une planche rainurée inclinée ;
- la meli'ha (« salaison ») consiste à saler de tous les côtés la viande avec du sel (de préférence du « sel de cachérisation ») et à la laisser sur la planche pendant une heure ;
- lors de la hada'ha (« rinçage »), la viande est rincée deux fois ; cette procédure est inutile si la viande est grillée sur feu nu ; dans le cas des organes riches en sang, comme le foie, c'est d'ailleurs le seul moyen de cachérisation[47].

La présence de traces infimes de sang après ces procédés est admise.
Du fait de cette extraction méthodique du sang, il est interdit de bouillir une volaille afin de la plumer, car le sang se coagule. De même, il est interdit de congeler une pièce avant de la cachériser, à moins qu'elle ne soit destinée à être grillée, car au cours de la congélation, le sang se fige.

### Interdiction des mélanges

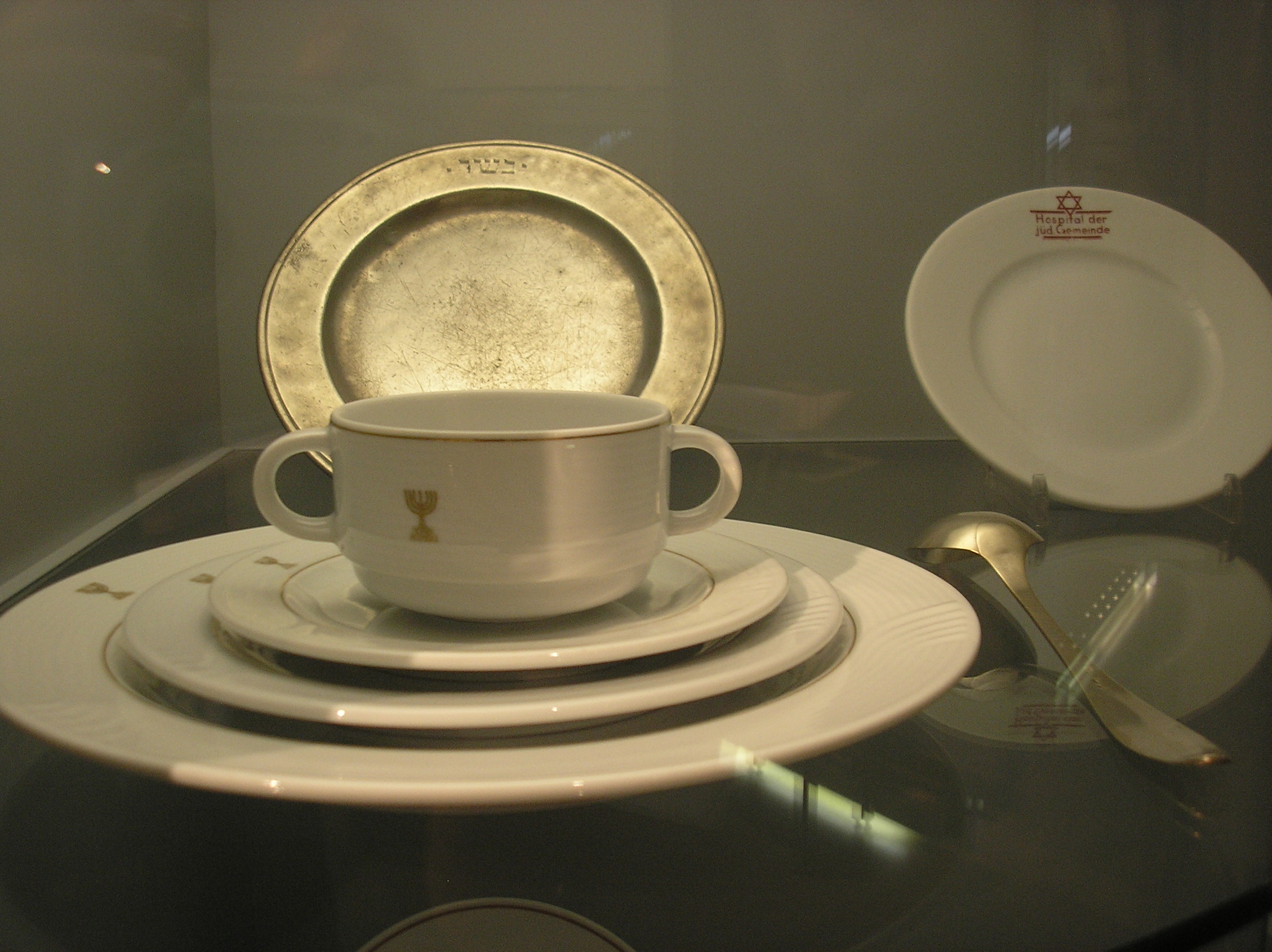
Service casher pour les plats carnés, Jüdisches Museum (Berlin)- XVIIIe siècle et début du XXe siècle.

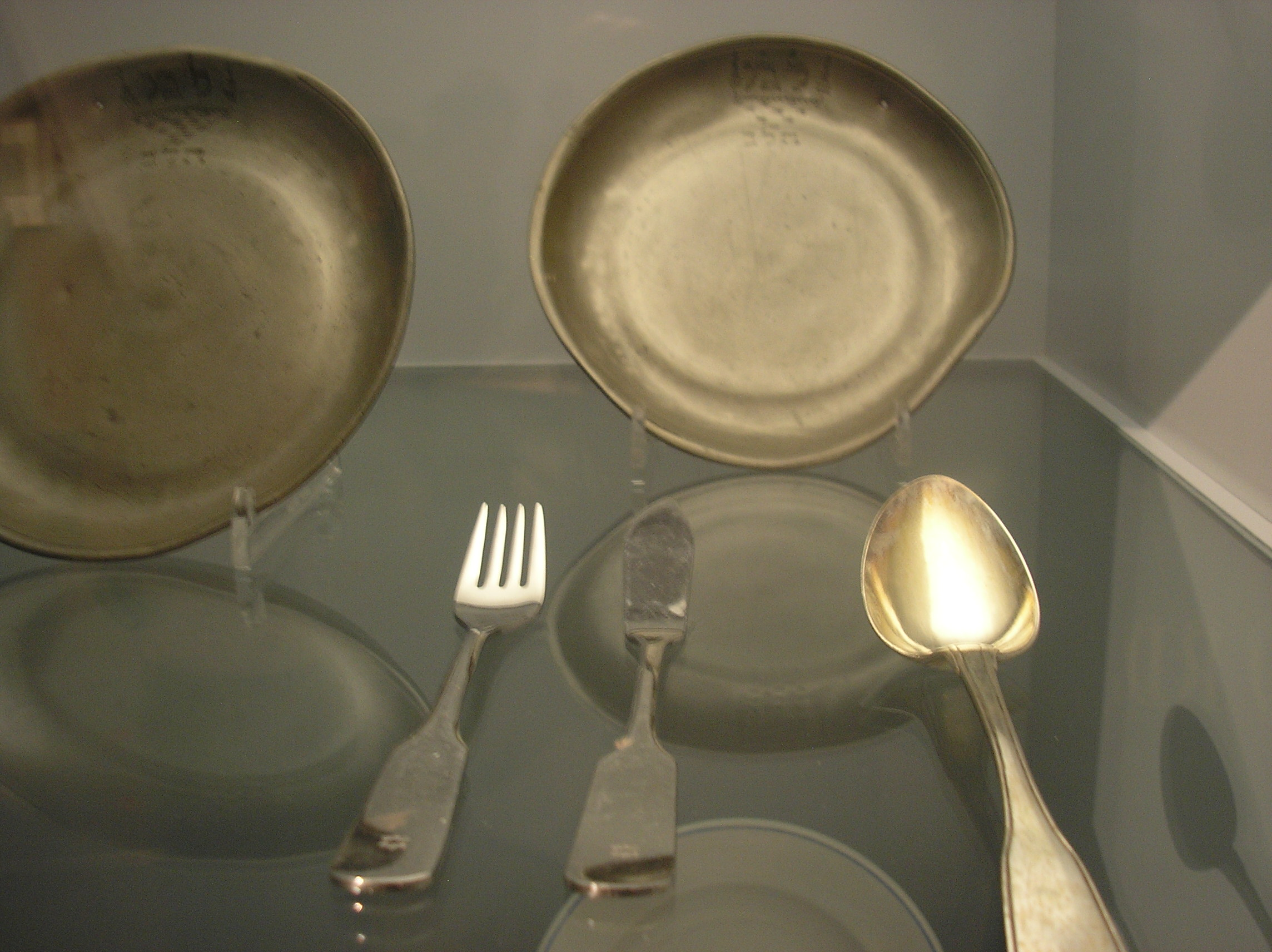
Service casher pour les plats lactés, Jüdisches Museum (Berlin)- XIXe siècle.

« Tu ne feras point cuire un chevreau dans le lait de sa mère. »
Cette ordonnance, brièvement évoquée à trois reprises dans la Bible, est l'une des plus suivies par les Juifs, y compris par ceux qui ne respectent pas strictement les autres règles. 
Si les Karaïtes, exégètes strictement scripturalistes de la Bible, se contentent de vérifier que le lait ne provient pas de la mère de la bête, et autorisent les autres mélanges, à condition que la bête soit abattue dans les rites, les Sages rabbiniques y voient une interdiction de tout mélange lacté/carné, même s'ils ne sont pas cuits ensemble, car la Torah, si elle n'avait voulu limiter ces mélanges qu'au chevreau, aurait dit guedi izzim  et non simplement guedi . Cette interdiction a aussi été étendue à la volaille, de crainte qu'un païen ou un Juif ignorant, voyant un Juif instruit consommer de la volaille à la crème, ne vienne à penser qu'il consomme un mélange lacté/carné ; il est même interdit de tirer profit de ces mélanges, en les cuisinant pour un client non juif.
Certains interdisent également le lait avec le poisson ; il ne s'agit cependant pas d'un article de loi, mais d'une coutume non universellement suivie.
De cette interdiction a été déduit un corpus de règles des mélanges interdits, interdisant de cuisiner ou de consommer des produits carnés (viande et dérivés) avec des produits lactés (lait et dérivés). Ainsi :
- Les Juifs doivent attendre au moins le temps entre deux repas pour consommer du lait après avoir mangé de la viande, un peu moins si un plat carné doit être consommé après un plat lacté, et seulement après s'être lavé les mains[52], afin de ne pas mélanger les deux produits dans l'estomac.
- Les mets sont classifiés en trois catégories :
  - lacté (halavi) ;
  - carné (bassari) s'étendant à la volaille, mais pas aux poissons ;
  - neutre (pareve ou parve), comprenant les œufs (d'animaux autorisés), poissons (autorisés), fruits et légumes, etc., ainsi que des produits devenus inertes par suite du traitement nécessaire à leur obtention, comme certaines gélatines, extraites d'os animaux (ces animaux doivent tout de même être kascher pour que la gélatine le soit).
- Cette classification s'applique non seulement aux produits de base mais aussi à leurs dérivés : une pomme de terre frite dans une graisse animale devient « carnée ».
  - Selon le principe de noten ta'am (conserve le goût), l'on estime que certains plats et récipients qui ont contenu des plats lactés ne peuvent plus servir pour des plats carnés et réciproquement. La nature de ces récipients est parfois sujette à discussion : si tous s'accordent sur le caractère « conservateur » de la porcelaine ou de l'argile, les ashkénazes considèrent le verre comme conservateur (et ne pouvant être cachérisé par hagala), contrairement aux sépharades. Quoi qu'il en soit, les juifs pratiquants utilisent deux batteries de cuisine et deux vaisselles distinctes qu'ils lavent dans deux éviers ou bassines différents pour ne pas effectuer de mélanges interdits.
En outre, du fait du principe ta'am kèïkkar (le goût [est considéré] comme l'essence [de l'aliment]), un plat kascher perd son statut lorsque, mélangé par erreur à un plat taref, il en conserve le goût après que l'aliment impur a été retiré. Il en est de même pour des plats lactés et carnés. Cependant, et dans les deux cas, si la proportion de l'aliment non-désiré est inférieure à 1/60e du volume de nourriture total, le plat demeure casher (batel bèshishim, annulé par 60[53]). Ce principe d'exception connaît lui-même des exceptions, certains aliments, comme le hametz, ne pouvant être annulés quand bien même la proportion serait de 1 pour 1 000.

### Régulations liées aux végétaux
Les prescriptions et restrictions sur les aliments d'origine végétale sont moins nombreuses que celles sur les produits animaux. Néanmoins, une diète végétarienne n'offre pas une entière garantie de cacheroute. Les plats végétaux pourraient en effet avoir été préparés avec des ustensiles ou servis dans des vaisselles impropres, et des ingrédients non-kascher pourraient y avoir été ajoutés. De plus, certains produits purement végétaux comme le pain ou le vin sont soumis à des règles de kashrout.
Les végétaux, en particulier des légumes à feuille dont la laitue, les choux, le persil, etc. doivent être inspectés avant toute utilisation, afin de s'assurer de l'absence d'insectes et d'autres animaux visibles à l'œil nu, qui les rendraient impurs. L'ingestion de ces animaux va à l'encontre d'entre trois et six prescriptions bibliques, ce qui dépasse en gravité la consommation de porc. La procédure appropriée d'inspection et de nettoyage varie en fonction du végétal et du rabbin responsable de l'inspection.
Pour les produits de la terre d'Israël, diverses dîmes prescrites par la Bible doivent être prélevées. En l'absence du Temple de Jérusalem, une version modifiée des dîmes, dont la teroumat hamaasser, le maasser rishon, le maasser sheni et le maasser ani, inapplicables telles quelles, est retirée du produit total de la récolte. Le produit d'une récolte non prélevée est appelé tevel, et est interdit à la consommation. Des précautions supplémentaires doivent être prises avec le sheviit, la récolte de la terre d'Israël lors de chaque septième année, afin de ne pas enfreindre les lois de l'année sabattique.
Les fruits d'un arbre planté ou replanté ne peuvent être consommés ni utilisés pendant trois ans, en vertu de l’issour orlah. Certains évitent également de consommer des céréales la première année de la récolte (hadash).
De nombreux restaurants et producteurs de produits végétariens acquièrent un hekhsher, certifiant que la cacheroute de leurs produits a été attestée par une organisation rabbinique, que les végétaux suspects d'infestation ont été examinés et que les démarches ont été entreprises pour que toute nourriture cuite remplisse les exigences du bishoul Israël.

### Régulations liées aux jours saints

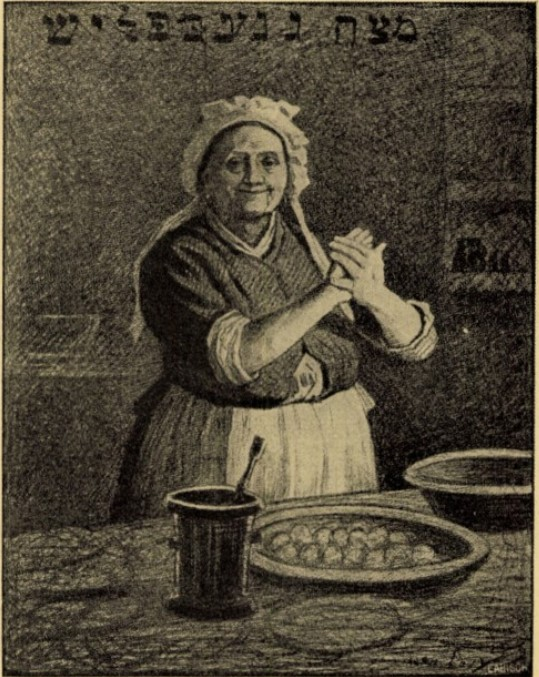
Alphonse Lévy, cuisine de pessah, 1900.

De façon générale, sauf cas d'urgence vitale absolue, les plats ne peuvent être cuisinés le Sabbath, car l'on enfreindrait divers interdits dont celui de faire du feu. Les rabbins autorisent les diverses formes de hamin, plats ayant mijoté au cours du sabbath, car le feu a été allumé avant la tombée du soleil au vendredi soir. De même, certains plats, comme la carpe farcie, ont été élaborés afin de ne pas transgresser l'interdit de séparer le grain de l'ivraie, c'est-à-dire la chair du poisson de ses arêtes.
La période de Pessa'h, débutant avec la Pâque et durant une semaine, se caractérise par une restriction supplémentaire sur les aliments levés ou fermentés, collectivement appelés hametz - fête annuelle que les Juifs doivent respecter : « Vous garderez cette loi, comme une règle invariable pour toi et pour tes enfants (...), vous conserverez ce rite ».
Le hametz doit être recherché méthodiquement et brûlé, et nul Juif ne peut en posséder ; la cuisine kascher lèPessa'h se prépare donc exclusivement ou presque à base d'azymes (matzot) et de légumes. Plus récemment, des produits de substitution non hametz ont été mis sur le marché, en utilisant par exemple du glucose extrait de pommes de terre. 
La fermentation étant considérée comme l'une des formes d'impureté les plus absolues, les préparatifs à cette fête doivent comporter une cachérisation des récipients et ustensiles habituellement utilisés ; traditionnellement, les Juifs pratiquants possèdent deux services (carné et lacté) réservés à ces sept jours (huit en Diaspora), en sus des vaisselles habituelles.
Si l'interdiction ne touche à l'origine que cinq espèces de grain, de nombreuses variations sont apparues du fait de la dispersion des Juifs de par le monde, au sein des grandes divisions juives, séfarades, ashkénazes et mizrahim, chacune s'appuyant sur les opinions de leurs décisionnaires : c'est pourquoi les ashkénazes s'abstiennent de la consommation de légumineuses (kitniyot (en)) pendant la période de la Pâque, alors que les autres ne suivent pas ce minhag. De plus, chaque pays avait son propre interprète contextuel, et les restrictions alimentaires lors de la semaine pascale ne sont pas exactement les mêmes parmi les Juifs du Maroc, d'Algérie ou de Tunisie - ces derniers notamment étant les seuls à consommer du riz depuis une disette. De même, certains sous-groupes ashkénazes interdisent le gebrochts (azyme trempé), tandis que d'autres se sont fait une spécialité du Matze brei nécessitant de tremper l'azyme dans de l'eau chaude ou du lait.

### Aliments nécessitant d'être préparés par des juifs
Afin de prendre leurs distances vis-à-vis des Gentils, les Sages avaient interdit d'utiliser le vin, le pain et l'huile produites par les idolâtres. Selon les Tossafistes, ces lois avaient été mises en application avant même le temps de Shammaï et Hillel.
Selon Rachi, ces lois avaient pour but d'éviter la consommation de nourriture impropre par inadvertance. En effet, afin de rendre grâce à la providence divine, il convient que la nourriture soit préparée dans le respect et la volonté de sanctifier YHWH et non une idole ; or, aux temps talmudiques, les libations de vin étaient un geste fort courant parmi les idolâtres. Toutefois, selon des commentateurs ultérieurs, l'opinion de Rachi inclurait la nourriture préparée par des juifs non observants.
Les Tossafistes estiment, quant à eux, que le but des Sages était d'éviter l'établissement de relations trop intimes, menant à des unions maritales mixtes, non souhaitables. Cette interprétation a été retenue par le Taz, et est la plus fréquemment évoquée pour justifier ces pratiques au Moyen Âge et par la suite.

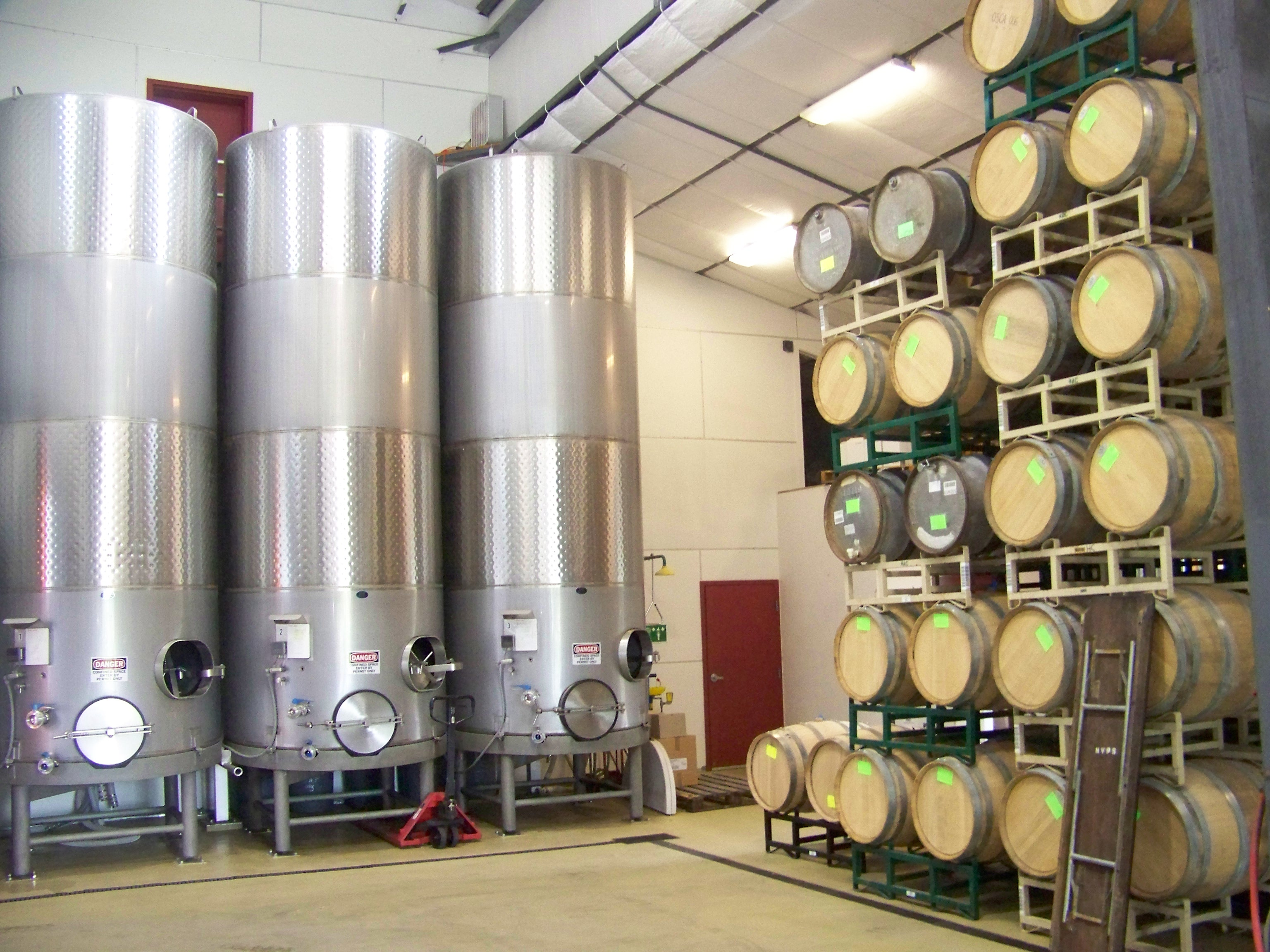
Hagafen kosher vinery en Californie.

La sévérité à l'égard des Juifs non observants (plus exactement moumarim, apostats ou renégats) demeure en vigueur dans le Choulhan Aroukh mais, au vu de l'ampleur de l'assimilation des Juifs survenue au XIXe siècle, certains décisionnaires modernes, pour la plupart proches du courant sioniste religieux, ont levé cette clause, la non-observance des lois ne relevant plus d'un « esprit de fronde ». D'autres se sont cependant prononcé en faveur de son maintien.
Parmi les nourritures, doivent être préparées en totalité ou en partie par des enfants d'Israël :
- Le vin[75], qui est une boisson sacramentelle, doit être fabriqué sans aucune intervention d'un Gentil dans la chaîne de production pour éviter une potentielle dédicace à un quelconque culte idolâtre, afin que cet aliment pur le reste. L'interaction ne peut même pas avoir lieu de façon indirecte, par exemple par la main d'un non-juif tenant un couteau touchant la bouteille de vin. Certains décisionnaires, et les Juifs qui se plient à leurs décisions, poussent ce principe jusqu'à refuser d'avoir des convives non juifs ou des juifs non pratiquants à leur table, de peur de rendre impropre à la consommation (yayin nesech) un vin pourtant préparé dans les règles[76],[77],[78]. La préparation comme la consommation d'un aliment sacrificiel tel que vin (ou viande), est assimilée à la participation à un culte (Ex 22:19). Toutefois, il est autorisé d'offrir aux non-juifs un vin pasteurisé qui a le même statut qu'un vin cuit (yayïn mevoushal), ou de consommer et offrir certains autres alcools[79], produits à partir d'autres éléments, tels que la vodka, le whisky, etc., pour autant que leur mode de fabrication reste licite[80]. Cependant, si certains alcools sont a priori casher, d'aucuns (en Pologne notamment et ailleurs) préfèrent manufacturer leur propre vodka ou alcool casher, à partir de grains soigneusement triés pour en éliminer les petits insectes éventuellement prisonniers et pour éviter l'utilisation de fûts ayant contenu des alcools non casher, afin d'écarter le moindre doute ;
- Le jus de raisin, fruit de la vigne, assimilé au vin de libation[81], et par extension le vinaigre de vin ou la moutarde ;
- Certains plats[82] ;

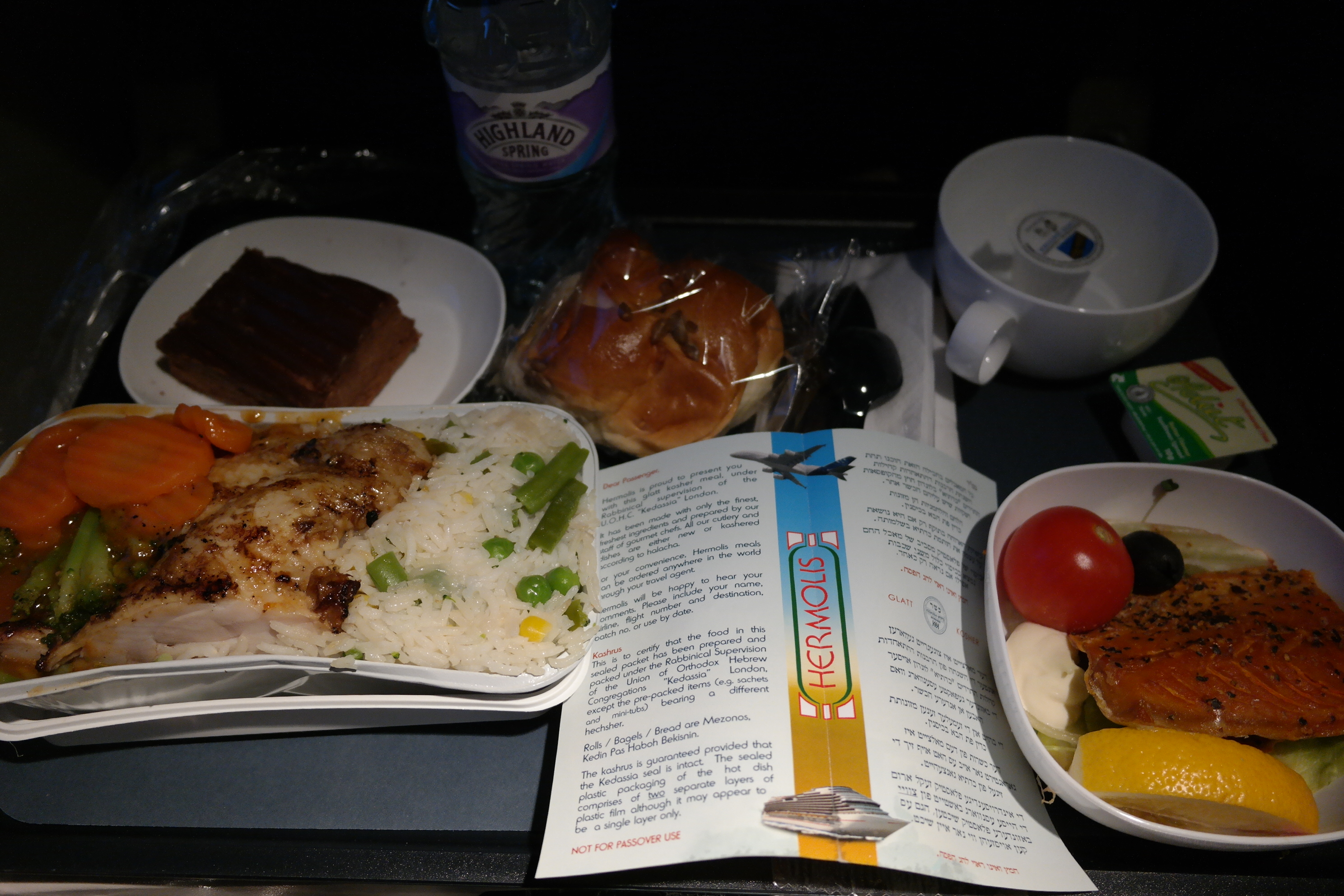
Repas casher à bord d'un avion de la British Airways, certifié kosher par Kedassia, Union of Orthodox Hebrew Congregations of the United Kingdom & Commonwealth.

- Selon certains, et seulement dans certaines circonstances, le pain[83].

Les Samaritains constituent un cas particulier car, bien qu'ils ne soient pas reconnus comme membres de l'assemblée d'Israël, le Talmud autorise la consommation de leur nourriture, sous supervision d'un Juif.
Le fromage, le beurre (selon certains) et de nombreux produits laitiers (hébreu : חלב ישראל, halav Israël, lait d'[un enfant d']Israël) doivent également être supervisés par un Juif, mais pour les seules raisons de cacheroute évoquées par Rachi et non de séparation sociale. Le récent scandale européen du beurre frelaté contenant du suif de bœuf et des carcasses animales (non casher), justifie ces mesures, s'il était besoin . L'interdiction du fromage est due à la double précaution de faire ajouter par un Juif au lait casher de la présure d'origine animale (extraite de l'estomac des ruminants) dont il est établi qu'elle provient d'animaux casher ; de nos jours, la présure casher est obtenue par reconstitution de conditions dans lesquelles des micro-organismes obtenus par transgenèse peuvent synthétiser une enzyme possédant des propriétés similaires à la chymosine animale.

## Attestation et label de cacherout

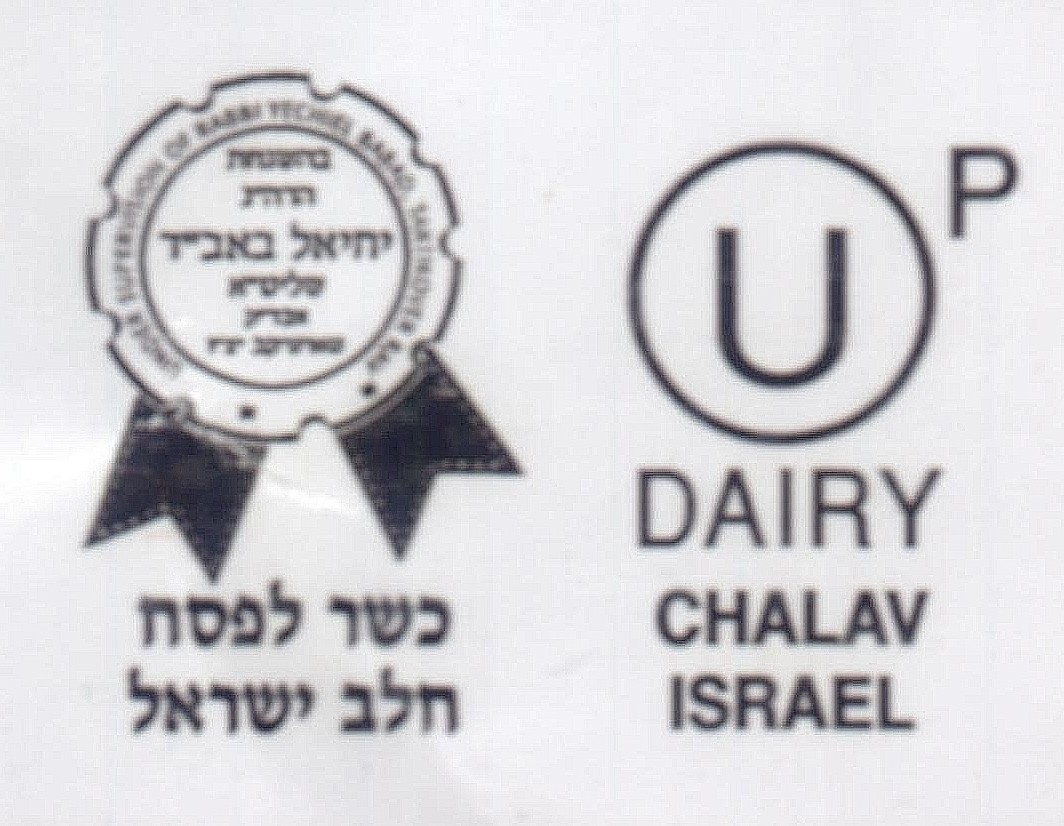
Deux Hekhsher (certificats de cacheroute) américains. "OU-P" = Orthodoxe Union of America, casher pour Pessa'h. Dairy : produit laitier (ne peut être consommé au cours d'un repas comportant de la viande). Chalav Israel : lait d'Israël (ayant fait l'objet d'une surveillance particulière, appelé "lait shamour").

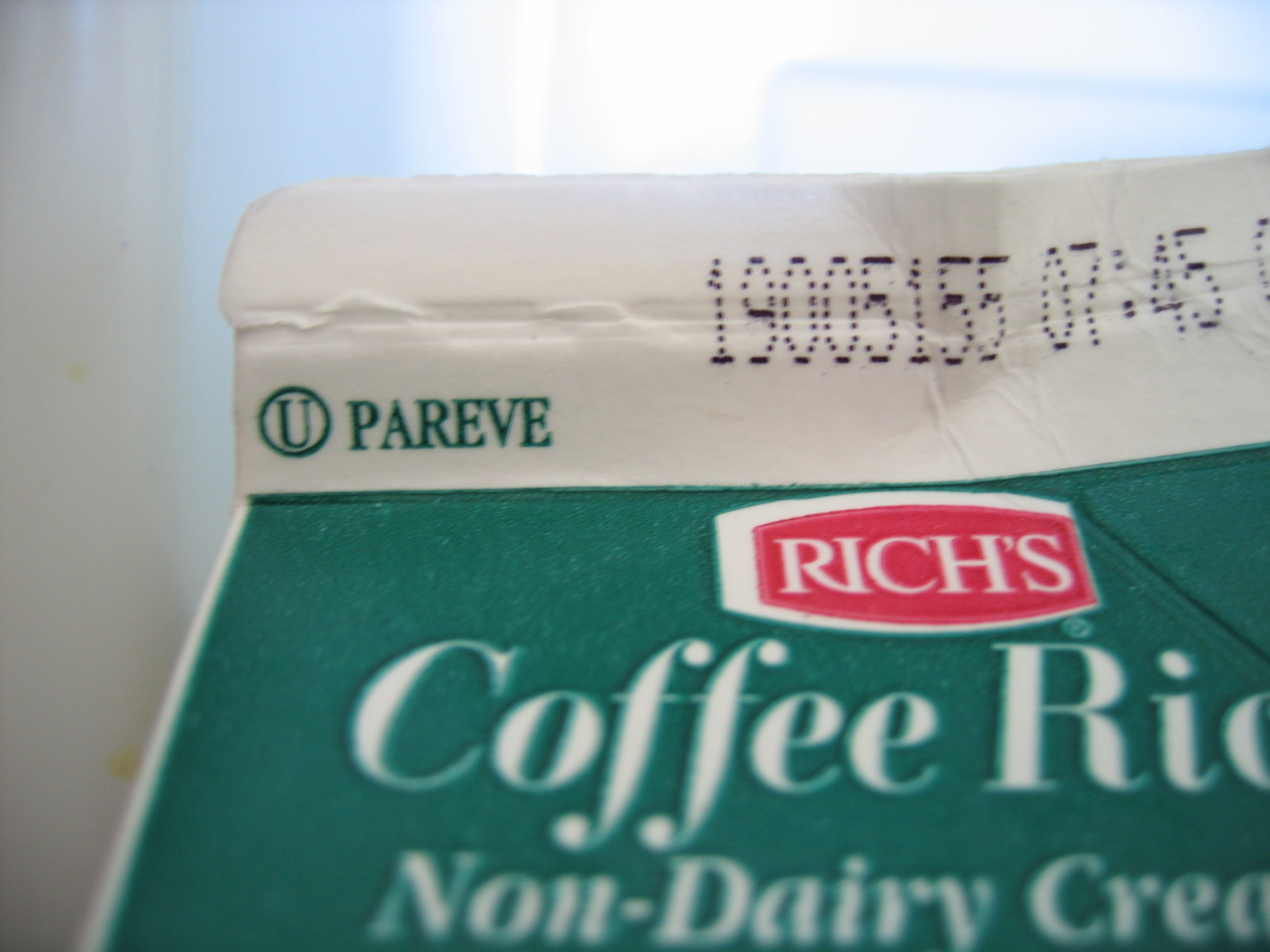
Le sigle sur un paquet de crème à café.

Les produits manufacturés ne peuvent être mis en commerce que s'ils ont été certifiés kascher.
Aux États-Unis, les associations religieuses ont créé des labels (le sigle  de l’Union Orthodoxe est le plus courant, mais il en existe plusieurs dizaines) pour garantir le contrôle. Tous ne sont cependant pas de fiabilité équivalente. Dans certains États à forte population juive, le label kosher est devenu une marque déposée.
En France, le Consistoire, l'autorité juive créée par Napoléon Ier et reconnue par le Ministère de l'intérieur, publie chaque année une liste de produits contrôlés et appose son label, le KBDP (kascher [certifié par le] Beth Din de Paris), dans les magasins et commerces sous sa surveillance.
En Israël, la mention « casher » est apposée sur les produits contrôlés par les autorités rabbiniques reconnues.
Il n'est pas suffisant de lire la liste des ingrédients, car beaucoup de facteurs ne sont pas pris en compte, dont les graisses utilisées pour lubrifier les poêles (qui peuvent être dérivées du lard), les additifs alimentaires (les colorants ou « arômes naturels » sont souvent dérivés d'animaux ou de substances impures), etc. De plus, des produits casher peuvent cesser de l'être sans que cela ne soit indiqué, par exemple en introduisant du suif dans le procédé de fabrication.
C'est pourquoi des assemblées juives compétentes soumettent les produits destinés à leur consommation à des principes que le vocabulaire actuel nomme « principe

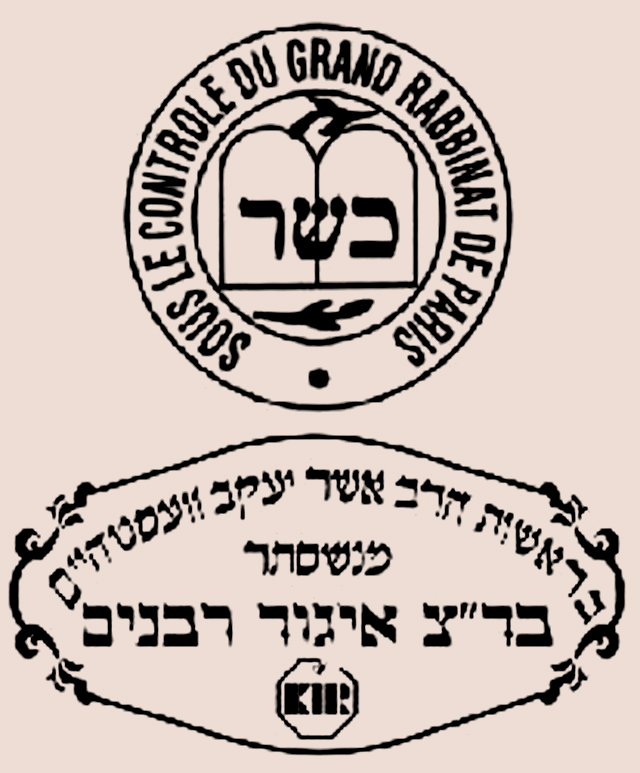
Cachet de certification du Grand rabbinat de Paris apposé sur les vins cashers Beth din.

de précaution » et « traçabilité » : tout produit qui n'est pas explicitement contrôlé pendant toutes ses phases de production est refusé. 
Réciproquement, les producteurs de nourritures et additifs alimentaires souhaitant s'ouvrir à ces marchés contactent ces autorités juives afin que leurs produits soient certifiés casher : un comité visite leurs installations afin d'inspecter les méthodes de production et les contenus, avant de délivrer un certificat de conformité aux lois sur la consommation. Une supervision constante est souvent requise, permettant en outre d'éviter les incidents liés aux changements de méthode ou de contenu.

De tels changements sont souvent coordonnés avec le rabbin ou l'organisme de supervision afin de s'assurer que le nouvel emballage n'indiquera aucun hekhsher ou autre indice de cacheroute en cas de cessation de conformité. Cependant, comme on ne peut exclure qu'un stock de labels préexistant au changement soit écoulé, des organismes au sein de la communauté juive éditent des journaux et périodiques afin d'identifier les produits devenus questionnables à partir d'une certaine date, et ceux devenus kascher bien que dépourvus de hekhsher.
Cette insistance de Juifs pratiquants à n'acheter que des produits attestés, ainsi que le degré d'exigence de qualité ont donné naissance en Amérique du Nord, où beaucoup de produits alimentaires sont certifiés kascher, à la légende urbaine de la taxe juive, alors que le surcoût généré par le hekhsher serait minime et aisément compensé. En France, une « taxe d'abattage » ou « taxe rabbinique », perçue par l'autorité religieuse qui attribue le certificat de cacheroute, a été évaluée en 2000 par le gouvernement français à 8 francs par kilogramme de viande bovine commercialisée et constituerait environ la moitié des ressources du Consistoire central.

### Cacherout, végétarisme et végétalisme
Les végétaux casher étant neutres (pareve), car ne contenant ni viande ni lait, les végétariens et végétaliens considèrent, souvent à tort, les produits pareve et casher comme synonymes de végétaux. Cette équation souffre de nombreuses exceptions :
- le poisson (qui n'est pas un aliment végétarien) et les œufs, n'étant ni carnés ni lactés, sont également pareve ;
- de nombreuses crèmes pour café commercialisées aux États-Unis sont estampillées « lait » selon la loi juive car elles contiennent des protéines de lait (le plus souvent du caséinate de sodium). Elles ne possèdent cependant pas la valeur nutritive de produits laitiers ;
- à l'inverse, les rabbins peuvent accorder un statut pareve à un équipement normalement utilisé pour des produits laitiers, après cachérisation de celui-ci ; cependant, les traces de lait résiduelles peuvent être suffisantes pour causer des réactions chez les personnes allergiques aux dérivés laitiers, et le produit porte une mention « lait », bien qu'il soit halakhiquement pareve ;
- le fromage casher peut être fait à base de présure animale casher, ou de présure microbienne ; seule cette dernière correspond aux critères végétariens ;
- de même, la gélatine (qui n'est quelquefois pas un aliment végétarien quand elle est issue du poisson) peut, bien que d'origine animale, être estampillée pareve.

### Attestations pour lieux de restauration

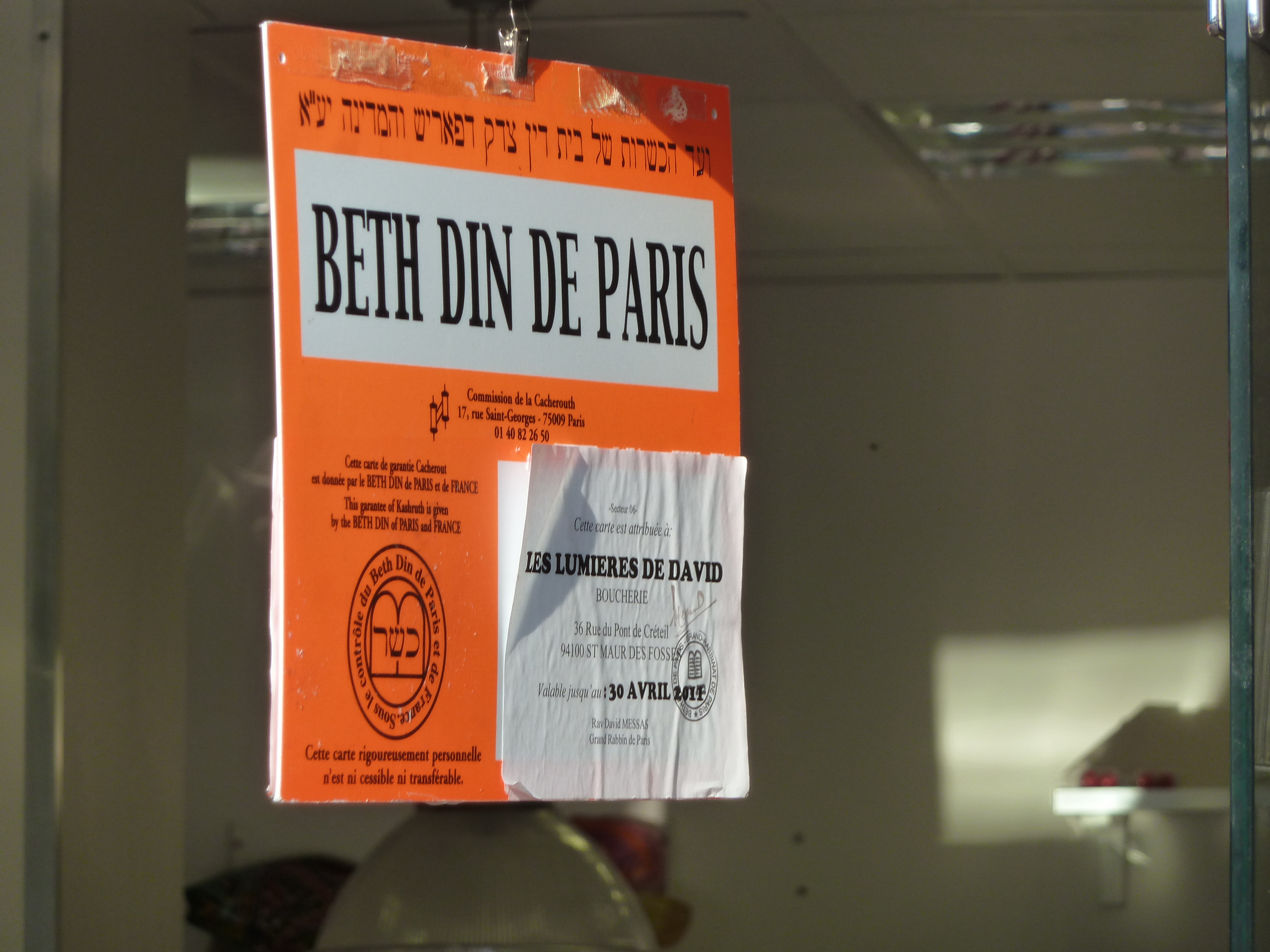
Certificat de cacheroute (הֶכְשֵׁר Hekhsher) du Beth-Din de Paris indiquant un établissement casher.

Les hekhsherim destinés aux restaurants doivent prendre en compte des critères supplémentaires :
- le restaurant ne peut fonctionner lors du chabbat et des jours de fête ;
- les cuisines lactée et carnée doivent être séparées, et les plats ne peuvent être mélangés ;
- un mashguia'h doit vérifier quotidiennement les récipients et ustensiles de cuisson.

Bien des restaurants, particulièrement les delicatessen aux États-Unis, servent des plats traditionnels juifs sans être kascher. Souvent, ils se dénomment kosher style.

## Observance de la cacherout

### Chez les Juifs

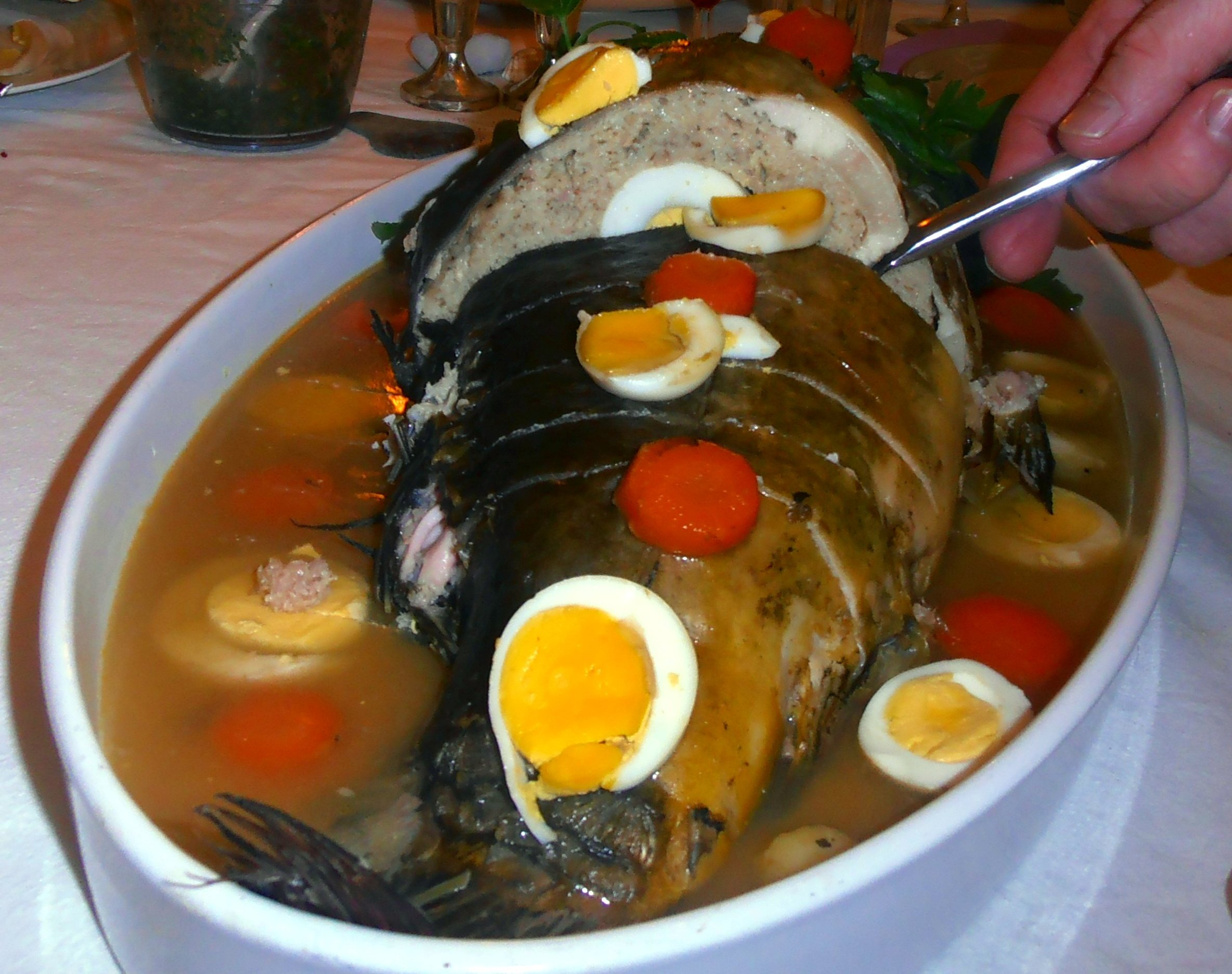
Guefilte fish.

Le respect et le maintien de la cacherout firent longtemps partie intégrante de la vie quotidienne des Juifs pendant plus de 1 500 ans , quel que soit leur lieu de résidence, en application de la loi « Observez-les et pratiquez-les ! » La Bible et l'archéologie laissent entendre que certaines de ses règles étaient observées longtemps avant l'époque supposée de la révélation au Sinaï.
De nombreux plats, considérés comme « typiquement juifs », étaient le reflet de l'influence de la cacherout. Outre le guefilte fish chez les Ashkénazes, présentant l'avantage de ne pas enfreindre le chabbat, les Juifs étaient friands de poisson car cet animal ne nécessite pas la compétence d'un shohet, et aussi de volaille abattue toujours par un shohet. Toutefois, il est vrai que la shéhita de volailles est moins complexe que celle de bovins qui implique, elle, plusieurs vérifications (poumons, etc.), du matériel et du personnel. Cela permettait à une majorité de Juifs connaissant, pour la plupart, les règles de base de la chéhitade la faire eux-mêmes sur la volaille. Mais de nos jours où la majorité des Juifs ne sait pas faire la shéhita, la consommation de volailles implique forcément la présence d'un shohet certifié.

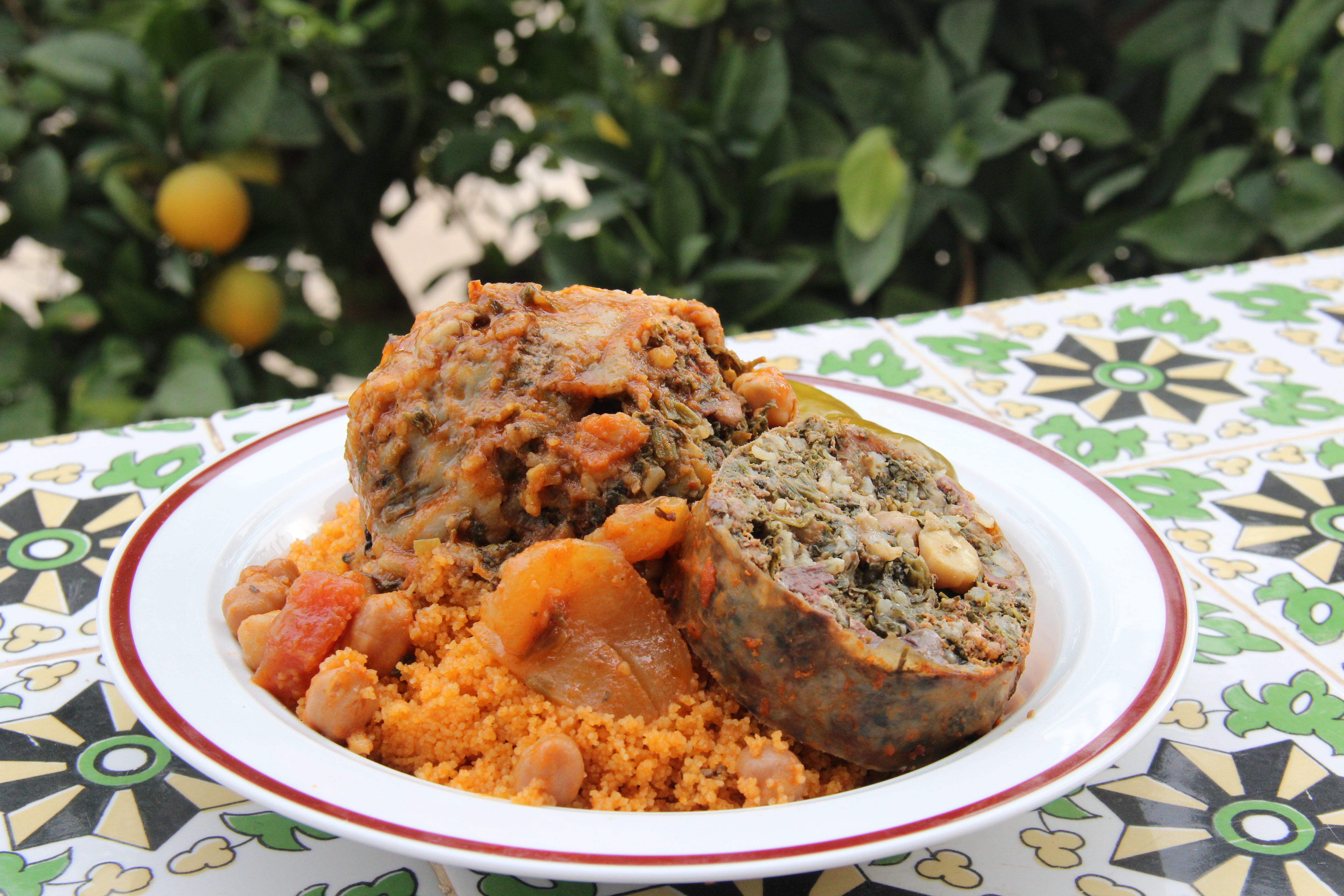
Tfina ou couscous tunisien à losban (farci), A. Ghouila, 2014.

Une divergence sur un point de cacherout, la consommation ou non de hamin (plat mijoté au cours de la nuit, cholent pour les ashkénazes, dafina ou tfina pour les séfarades) à chabbat, était considérée comme l'un des signes les plus fiables pour distinguer un Juif d'un adhérent au karaïsme, car ces derniers, scripturalistes de la Bible, réfutaient l'interprétation rabbinique de laisser un feu allumé au cours du chabbat, et estimaient que seuls les aliments ne nécessitant pas de feu, c'est-à-dire des plats froids, étaient autorisés.
Par ailleurs, certains préceptes, dont l'abstention de porc et de mélanges interdits, avaient un impact si profond sur le comportement alimentaire des Juifs, pratiquants ou non, que celui-ci en constituait un signe distinctif : des communautés pourtant isolées comme les Juifs de la communauté historique de Kaïfeng étaient connus des Chinois comme les Tiao (ou « Diao ») jin jiao (挑筋教, approximativement « les sectaires qui retirent le tendon »).
L'abstention de porc fut reconnue en particulier comme un signe majeur de « judaïsation », et mentionnée au cours des siècles par diverses sources, dont les Satires de Juvénal, les annales de l'Inquisition espagnole, ou le dictionnaire de l'Académie française. Elle est considérée à l'époque de la révolte hasmonéenne comme un cas recevable de yehareg vèlo yaavor (« mourir plutôt qu'enfreindre »). Cependant, les rabbins ne l'inclurent pas dans cette modalité, considérant au contraire que l'observance de la cacherout ne peut avoir priorité sur la préservation de la vie.
Au XVIIe siècle, Sabbataï Tsevi, l'un des plus célèbres prétendants juifs à la messianité, souhaita abolir une partie de ces règles, comme la consommation de la graisse. Ses mesures ne connurent cependant qu'un impact limité au cercle de ses partisans.
La cacherout était, jusqu'à la réforme du judaïsme survenue au XIXe siècle, universellement observée parmi les Juifs, au point de se confondre avec leurs traditions culinaires, suivant l'ordonnance du verset : « Vous observerez donc mes lois et mes statuts » Cette observance inconditionnelle de la cacherout ainsi que de nombreux principes et pratiques ont été mis en question en Europe occidentale lors de cette réforme du judaïsme. Toutefois, si les premiers décisionnaires réformés, dont Abraham Geiger, souhaitaient son abolition totale, n'y voyant qu'un archaïsme empêchant l'intégration des Juifs dans la société générale, certains mouvements réformés actuels, ainsi que le judaïsme reconstructionniste, encouragent à perpétuer au moins certaines règles, bien qu'ils n'en imposent aucune.
Le mouvement conservative américain, dont la vision se veut centriste entre orthodoxes et réformés, promulgue le respect de la cacherout, avec toutefois certains aménagements, parmi lesquels :
- l'autorisation de la cachérisation des ustensiles et récipients sans hagala, c'est-à-dire avec de l'eau non bouillante dans certaines circonstances. Les rabbins conservative autorisent donc le lave-vaisselle pour cet usage, bien que les plats carnés et lactés ne peuvent être lavés simultanément et que le lave-vaisselle ne puisse absorber des particules de nourriture[102] ;
- l'autorisation de la présure de ruminants pour le fromage[103] ou de gélatine d'os de cheval (qui n'est pas un animal pur), car celle-ci a été suffisamment modifiée au cours de sa fabrication pour rendre la matière d'origine inerte[104].

À l'époque contemporaine, les règles de la cacherout sont entièrement respectées par les Juifs orthodoxes, alors que les autres Juifs ne la suivent pas ou l'observent en partie (par exemple, en ne consommant ni porc ni cheval, parfois en étendant l'interdiction aux fruits de mer, et en employant des vaisselles distinctes pour plats lactés et carnés), pour des raisons pratiques.
Réciproquement, si l'observance, complète ou relative, de la cacherout fut un ciment national, la transgression flagrante de ces observances, contrainte comme ce fut vraisemblablement le cas des Xuetes, assumée comme ce fut notamment le cas de nombreux Juifs assimilés,, voire fièrement affirmée, comme ce fut le cas des kibboutznikim des débuts d'Israël, est l'un des symboles les plus criants d'une certaine rupture vis-à-vis de la tradition judaïque, d'ailleurs choisi par l'auteur de Pork and Milk, un documentaire réalisé en 2006 sur le retour au profane.
A contrario, rabbins et sociologues remarquent depuis la fin du XXe siècle, un mouvement notable, principalement initié par les Loubavitch hassidiques, de retour au sacré de jeunes Juifs (baalé teshouva) issus de tous les continents, qui font teshouva ("retour à") afin de renouer avec leur créateur et leurs racines, en s'efforçant de respecter toutes les lois de la cacherout et les fêtes juives.

### Évolution des pratiques chez les Chrétiens
Du fait de leur origine juive, les premiers Chrétiens ont dès le début été confrontés à la question de la cacherout.
Paul de Tarse semble avoir été partisan très tôt d'un abandon de la cacheroute, afin de favoriser l'expansion de la nouvelle religion chez les païens, ce qui aurait été entériné par Pierre et Jacques lors du concile de Jérusalem : « Quelques hommes, venus de la Judée, enseignaient les frères, en disant : Si vous n’êtes circoncis selon le rite de Moïse, vous ne pouvez être sauvés. Paul et Barnabas eurent avec eux un débat et une vive discussion. […] Alors quelques-uns […], se levèrent, en disant qu’il fallait circoncire les païens et exiger l’observation de la loi de Moïse. […] Une grande discussion s’étant engagée, Pierre se leva, et leur dit : […] pourquoi tentez-vous Dieu, en mettant sur le cou des disciples un joug que ni nos pères ni nous n’avons pu porter ? […] Lorsqu’ils eurent cessé de parler, Jacques prit la parole, et dit : […] je suis d’avis qu’on ne crée pas des difficultés à ceux des païens qui se convertissent à Dieu, mais qu’on leur écrive de s’abstenir des souillures des idoles, de l’impudicité, des animaux étouffés et du sang ». Ces interdictions seraient un rappel des lois noahides : « vous ne mangerez point de chair avec son âme, avec son sang ». L'interdiction des animaux étouffés va dans le même sens que l'interdiction du sang : un animal étouffé (non égorgé) reste remplis de son sang, et la consommation du sang est un interdit important du Lévitique.
De fait, les courants majoritaires du christianisme ont considéré rapidement qu'ils représentaient une « nouvelle Alliance », laquelle dépassait et rendait inutiles les prescriptions de l'ancienne Alliance, passée avec le peuple d'Israël. La conversion au judaïsme, et donc le respect des interdits du Lévitique, ainsi que leurs interprétations rabbiniques (lesquels forment la cacheroute au sens strict) ont été considérés comme inutiles. Même le « compromis » institué par les actes des Apôtres (l'interdiction du sang et des animaux étouffés) est tombé en désuétude.
À l'inverse, certains courants sont restés longtemps très attachés à la pratique de la cacheroute, comme les Nazôréens ou les Ebionites, aujourd'hui disparus, et qui en avaient leur propre version, refusant la consommation de viande.
Avec la réforme protestante, au XVIe siècle, le respect strict du texte biblique a de nouveau été mis en avant. Les Protestants ont par exemple favorisé la version hébraïque de la Bible (le tanakh), au détriment de la Vulgate des Catholiques. Globalement, les Protestants sont cependant restés fidèles à la vision de la « nouvelle Alliance » rendant caduques les prescriptions alimentaires du Lévitique et des Actes des Apôtres, mais quelques courants très minoritaires ont cependant décidé d'y revenir. Si la cacheroute elle-même (prescriptions du Lévitique plus règles rabbiniques) n'est pas pratiquée chez les Chrétiens, les règles du Lévitique, ou au moins inspirées de celles-ci, sont redevenues pratiquées par certains.
Au XXIe siècle, les courants chrétiens suivant au moins certaines des règles du Lévitique se répartissent entre des courants remontant aux premiers temps de l'Église, et qui ne les ont jamais abandonnés, et quelques courants issus du protestantisme qui y sont redevenus fidèles.
On trouve dans le premier groupe l'Église éthiopienne orthodoxe. Celle-ci interdit la consommation de porc et encourage la circoncision.
Dans le second groupe, on trouve les mouvements protestants souhaitant respecter le lettre de la Torah. Ils ne retiennent cependant pas les modalités d'application de la cacheroute, comme l'abstention de mélanges, estimant qu'il s'agit d'innovations rabbiniques ultérieures non prescrites par le Lévitique, comme l'Église de Dieu (Septième Jour). L'Église Adventiste du Septième Jour, de son côté, condamne la consommation de viande de porc et conseille même le végétarisme, mais sans l'imposer. Les Témoins de Jéhovah reprennent l'interdiction du sang, en l'appliquant non seulement à sa consommation, mais aussi aux transfusions sanguines.
Quelques groupes judéo-chrétiens respectent la totalité de la cacheroute. Il s'agit de certains sous-ensembles (mais pas forcément tous) dits du Judaïsme messianique, une nébuleuse de courants essentiellement nord-américains et pouvant se retrouver aujourd'hui en Europe, qui entendent se définir comme à la fois pleinement juifs et pleinement chrétiens - Jésus étant ici vu comme le messie annoncé par le Judaïsme, et toute référence à la théologie de la « nouvelle Alliance » étant présentée comme compatible (avec entre autres les lois alimentaires du Lévitique et les précisions rabbiniques), ou clairement écartée.

### Pratiques dans les autres religions admettant laTorah
Les Musulmans observent un code d'alimentation et d'abattage ressemblant de manière sommaire et surtout moins stricte à la cacherout. Le halal et la dhabiha sont les pendants quasi exacts de la cacheroute et de la shehita. De plus, selon le verset 5 de la sourate 5 du Coran, les Musulmans sont également autorisés à manger de la viande casher (« Vous est permise la nourriture des gens du Livre, et votre propre nourriture leur est permis » - ce dernier point n'étant pas exact),.
Les Rastafariens ont adopté un code alimentaire inspiré de la Torah, l’Ital et possédant quelques interdits communs à la cacherout, dont celui de la consommation de sang. Toutefois, les ressemblances sont peu nombreuses, et l’Ital prône davantage le végétarisme voire le végétalisme. On trouve des règles similaires chez les African Hebrew Israelites of Jerusalem, un groupe religieux afro-américain.

## Cacherout et société

### Abattage et respect des animaux
La proximité de l'homme et de l'animal intervient dès les premiers versets de la Torah : le récit de la Genèse situe la création des animaux de la terre le sixième jour, juste avant celui de l'homme le même jour. L'animal est semblable à l'homme dans le respect qu'on lui doit durant sa vie et au moment de sa mort.

Le respect des animaux est si important dans le judaïsme, religion universelle, que déjà déployé dans les 613 Commandements donnés aux Juifs, la Loi l'impose aussi aux non-Juifs à travers l'une des sept lois noahides (dites aussi « lois de Noé ») permettant l'accès au salut éternel de toute l'humanité. C'est l'une des lois de morale naturelle que Maïmonide résume dans son Code : 
« Il est interdit de faire souffrir un animal vivant ». 
Il s'agit du principe de l'interdit de batzahar bahalei khayyim, littéralement « tourment aux maîtres (propriétaires) de la vie ».
La proximité de l'homme et de l'animal « doit être dépassée afin de permettre à l'homme de manger l'animal qui doit devenir Autre par excellence » mais continuer à être respecté au moment de sa mise à mort.

#### Méthode de moindre souffrance
La Torah précise à plusieurs reprises la sollicitude et le respect que l'on doit marquer aux animaux,. Selon le Talmud, la cacheroute représente un progrès en la matière, en prohibant - entre autres - la consommation du membre d'un animal encore vivant (ever min ha'haï), fréquente parmi les peuples environnants. Pratiquée au nom du principe de tsa'ar ba'alei 'hayim (compassion envers les animaux), la shehita a pour but d'entraîner le moins de souffrance possible, où l'animal doit passer de vie à trépas sans s'en rendre compte. Adéquatement réalisée, elle supprime instantanément le flux sanguin cérébral de la bête, lui évitant en principe toute souffrance.
Aussi, les dimensions (en fonction de l'animal), la forme, la solidité et l'efficacité du couteau (ou halef) pour l'abattage rituel relèvent de lois halakhiques. Le Talmud de Babylone (traité Houlin 17b) indique qu’il y a nécessité de vérifier précautionneusement cet objet prépondérant dans l'abattage : « il faut faire l’épreuve du couteau sur ses trois côtés (le fil et chaque face du fil) à l’aide du doigt et de l’ongle », selon le commentaire de Rachi, afin de s'assurer que l'outil n'est pas gauchi ou ébréché, ce qui ferait souffrir l'animal en accrochant ses organes (trachée et œsophage) risquant d'être ainsi arrachés de leur insertion, ce qui rendrait l'animal là encore impropre à la consommation en contrevenant aux lois.

Représentation schématique du polygone de Willis.

Lors des polémiques autour du projet de son interdiction, des rabbins secondés par la science ont tenté de démontrer que seule la shehita, dans une région peu innervée de l'animal, garantit le moins de souffrance pour le mammifère casher dont le sang de la carotide externe sectionnée n'irrigue plus le polygone de Willis (cercle artériel du cerveau) ; l'animal perd ainsi conscience tout en s'épanchant de son sang. Les EEG in situ et les tests sanguins effectués vont aussi dans le sens d'une souffrance moindre grâce à cette méthode de la shehita par rapport aux autres.
Toutefois, elle peut être perçue comme une pratique cruelle, contraire aux normes éthiques et aux habitudes, du fait de son refus de pratiquer l'étourdissement pre-mortem (réalisé autrefois au moyen d'un coup de masse sur la tête, et actuellement d'une électronarcose ou d'un coup de pistolet à tige perforante ou à percussion dans la tête voire d'une exposition au dioxyde de carbone, selon l'espèce à abattre) qui fige théoriquement l'animal avant abattage. Les vidéos de l'association L214 qui milite en France contre la maltraitance animale et pour l'étourdissement pre-mortem, montrent pourtant une réalité souvent insoutenable avec ces pratiques d'étourdissement. De plus, l'animal est rendu taref par ces différentes méthodes, et la shehita a été, du fait de sa perception négative, l'objet de luttes juridiques et de campagnes. Interdite dans certains pays européens, la shehita est autorisée dans d'autres au nom de la tolérance religieuse.
Certaines campagnes réclament l'abolition de tout abattage rituel, d'autres de rendre les méthodes « plus humaines. » Elles ne manquent pas de provoquer les réactions des communautés juives locales, qui y voient parfois une orientation antisémite. Ce caractère antisémite a été souligné dans certains, mais non tous les cas, bien que des groupes connus pour leur antisémitisme ont soutenu certaines de ces campagnes.
L’Institut national de recherche agronomique (INRA) a publié en 2009 un rapport pour tenter d’identifier et de limiter la douleur chez les animaux d’élevage. Il évoque le cas particulier de l’abattage rituel, au cours duquel l’animal n’est pas étourdi lors de la saignée. Il écrit notamment : « Des réglementations et des recommandations existent pour éviter ou limiter les pratiques douloureuses, mais on constate parfois leur non-respect lors de la mise en œuvre. De plus, il existe un vide juridique concernant les abattages hors abattoir par les éleveurs eux-mêmes (euthanasie), entre autres dans l’espèce porcine ».

#### Chasse et pêche
Le Juif observant ne peut s'adonner à la chasse (partant, à la tauromachie) comme un sport, ni consommer le fruit de la chasse d'un animal permis au motif que ce dernier n'est pas abattu rituellement. Un animal mort de façon naturelle ou par la chasse est de facto interdit à la consommation selon Dt 14:21 ou Ex 22:30 car cela contrevient aussi à d'autres devoirs comme celui de décharger un animal ployant sous sa charge (Ex. 23:5). Par ailleurs, Deutéronome 20:19 interdit de détruire si ce n'est dans un but constructif : s'alimenter ou servir au domaine médical. En outre, les techniques de chasse risquent de faire souffrir l'animal, ce qui est un interdit clair précisé ci-dessus.
De la même façon, la pêche n'est permise que pour s'en nourrir et non dans un but récréatif. Il est attendu d'un juif respectant la Torah d'autres plaisirs que la chasse ou la pêche, et de la bonté envers la totalité des créatures de la terre, des mers et du ciel.
Pour chasser dans la nature afin de se nourrir, le Juif ne peut donc utiliser d'armes tels que l'arc, le fusil ou les pièges agressifs pouvant rendre l'animal interdit, soit en le tuant, soit en lui portant des lésions graves ou même légères qui le rendraient aussi impropre (taref) à l'abattage rituel donc à la consommation. Restent donc les filets pour attraper les animaux permis à la consommation, en veillant à ne pas les blesser, afin de les abattre ensuite rituellement.

#### La cacherout en Europe

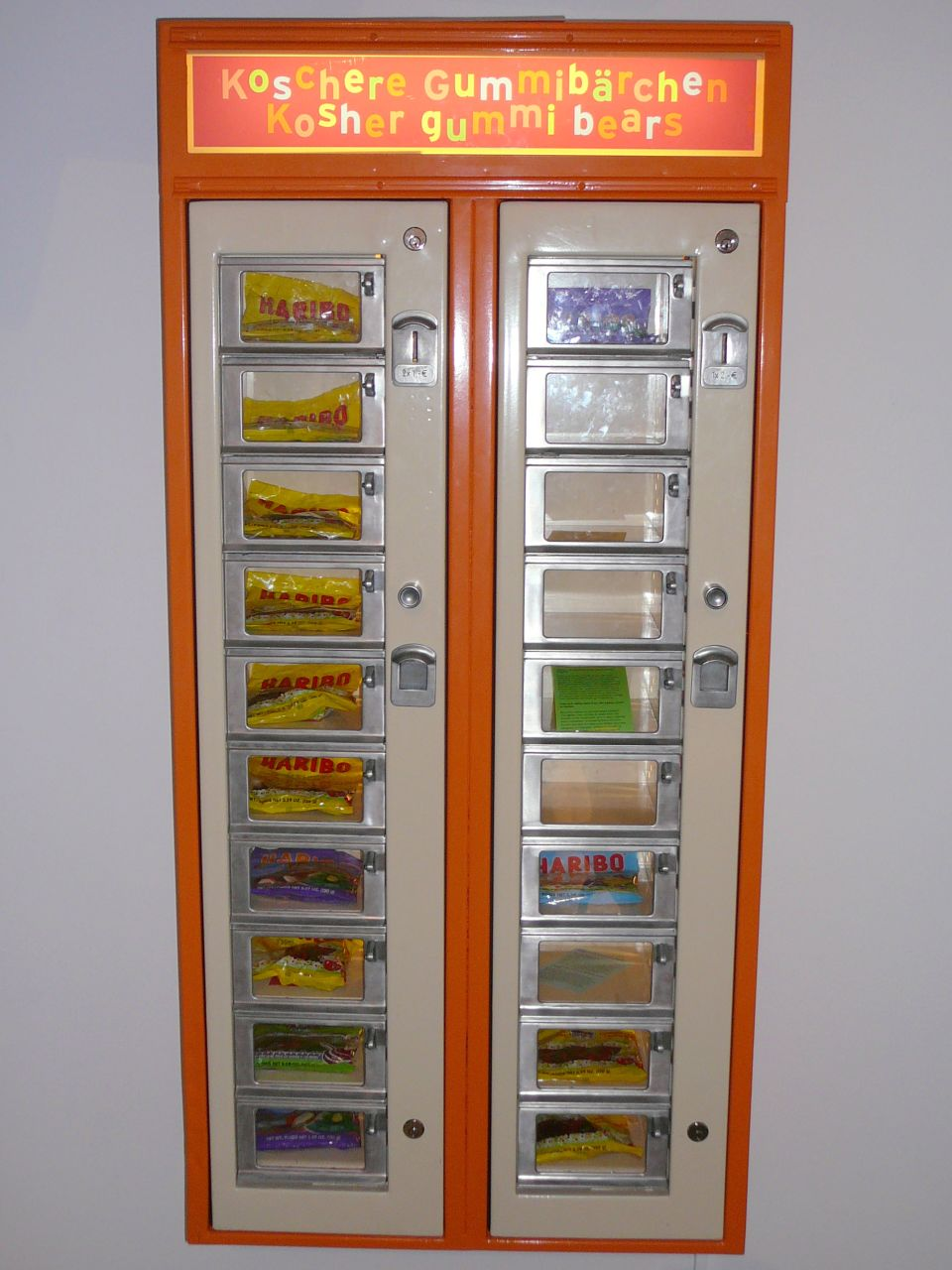
Koschere Gummibärchen au Musée juif de Berlin.

Pour que sa viande soit cacher, l'animal permis doit être en bonne santé puis abattu sans étourdissement préalable (voir ci-dessus). Or, cet étourdissement est obligatoire dans l'Union européenne pour diminuer, selon elle, la souffrance de l'animal. La viande casher est donc, a priori, interdite par la législation européenne. Cependant, dans un souci de tolérance vis-à-vis des groupes religieux, certains pays ont mis en place un régime de dérogation pour ce qu'ils appellent l'abattage rituel : Directive 93/119/CE et décision 88/306 de la Communauté européenne. Dans la pratique, la situation est différente suivant les pays et évolue dans le temps.
La Norvège (depuis 1930), la Suède (depuis 1938), l’Islande, la Suisse (depuis 1893), la Grèce, le Luxembourg et six provinces d’Autriche n’autorisent aucune dérogation. La viande casher est donc interdite ; en revanche, il est souvent permis d'en importer. Le cas de la Suisse est encore plus compliqué car l'importation est seulement autorisée pour la communauté israélite (la viande vient exclusivement de Besançon en France voisine). En Allemagne, au Royaume-Uni, aux Pays-Bas et au Danemark, on observe une remise en cause de ces exemptions. En France et en Belgique, les associations de protection animale comme l’OABA tentent de sensibiliser l’opinion mais sans succès jusqu’ici. En Espagne, Irlande, Italie, il y a une dérogation sans débat public.
Si l'interdiction totale de la viande casher en Europe n'est pas d'actualité, il pourrait en revanche se produire à moyen terme une forte augmentation des prix freinant cette consommation. En effet, à la suite de la recrudescence des épidémies concernant le bétail européen ces dernières années[Quand ?], les associations de consommateurs exigent de plus en plus de traçabilité sur toutes les viandes. Elles insistent ainsi, notamment, sur le fait de voir apparaître en toutes lettres sur l'étiquette selon quel rite l'animal a été abattu. Or, actuellement, compte tenu de l'interdiction religieuse de consommer l'arrière du bœuf (voir plus haut), la moitié de la viande casher est considérée comme impropre à la consommation de la communauté israélite et est revendue, de façon anonyme, dans la filière classique.
Dans un rapport rédigé par le COPERCI (Comité permanent de coordination des inspections : Inspection générale de l’Administration, Inspection générale de l’Agriculture, Conseil général vétérinaire) remis en septembre 2005 à Messieurs les ministres de l’intérieur et de l’Agriculture, il est précisé qu’une part « non négligeable de la viande abattue rituellement est vendue dans le circuit classique, sans mention particulière ». En ce qui concerne les animaux abattus selon la loi juive, les parties revendues étant les plus tendres et les plus onéreuses du bœuf, leur coût est prépondérant dans le coût de la viande casher. Une fois les consommateurs informés, une grande majorité de personnes pourraient bouder cette viande sur des a priori. En effet, selon une enquête IFOP de décembre 2009, 72 % des Français peut-être partiellement instruits, sont opposés à la dérogation permettant l’abattage d’animaux sans qu’ils soient étourdis. 24 % des Français acceptent de consommer de la viande issue d’un animal abattu sans étourdissement préalable,,,. Cette partie arrière du bœuf deviendrait difficilement vendable et le prix de la partie avant qui est cashere augmenterait mécaniquement,. C'est la raison pour laquelle les abattoirs israélites refusent avec force la mise en place d'un tel système de traçabilité,. Cette partie du rapport du COPERCI ne fut jamais rendue publique. Le sujet reste sensible. Les producteurs de viande comme les industriels craignent « de voir les clients se détourner d'une viande abattue rituellement », reconnaît-on à la Fédération nationale de l'industrie et du commerce en gros des viandes (FNICGV).

##### L'incidence du projet de directive européen d'étiquetage
Le projet DIALREL (« Dialogue sur les abattages religieux ») de la commission européenne conclut au fait que l'absence d'étourdissement pre mortem accentue les souffrances animales. Les viandes cachères ne sont donc pas conformes à la réglementation européenne. Avant de trouver la solution de mise en conformité avec cette réglementation, le 16 juin 2010, le Parlement européen a voté un amendement dans le projet de réglementation sur l'étiquetage. Les viandes provenant d'animaux abattus rituellement feront l'objet d'un étiquetage spécial à caractère négatif. L'abattage sans étourdissement (comme l'exigent les traditions religieuses musulmanes ou israélites) devra être signalé (amendement no 205 adopté à une très large majorité). À la suite de ce vote préliminaire en première lecture, il apparaît que trop de divergences existent encore avec le Conseil pour espérer arriver à un accord dans le futur proche. Les députés s'attendent donc à devoir re-légiférer en deuxième lecture sur le projet de règlement. Cet étiquetage aura pour conséquence que ces viandes n'entreront plus dans les circuits de distribution classiques. À court terme, on peut prévoir que les croyants ne pourront plus acquérir des viandes provenant d'animaux abattus rituellement en Europe.

#### La cacherout aux États-Unis

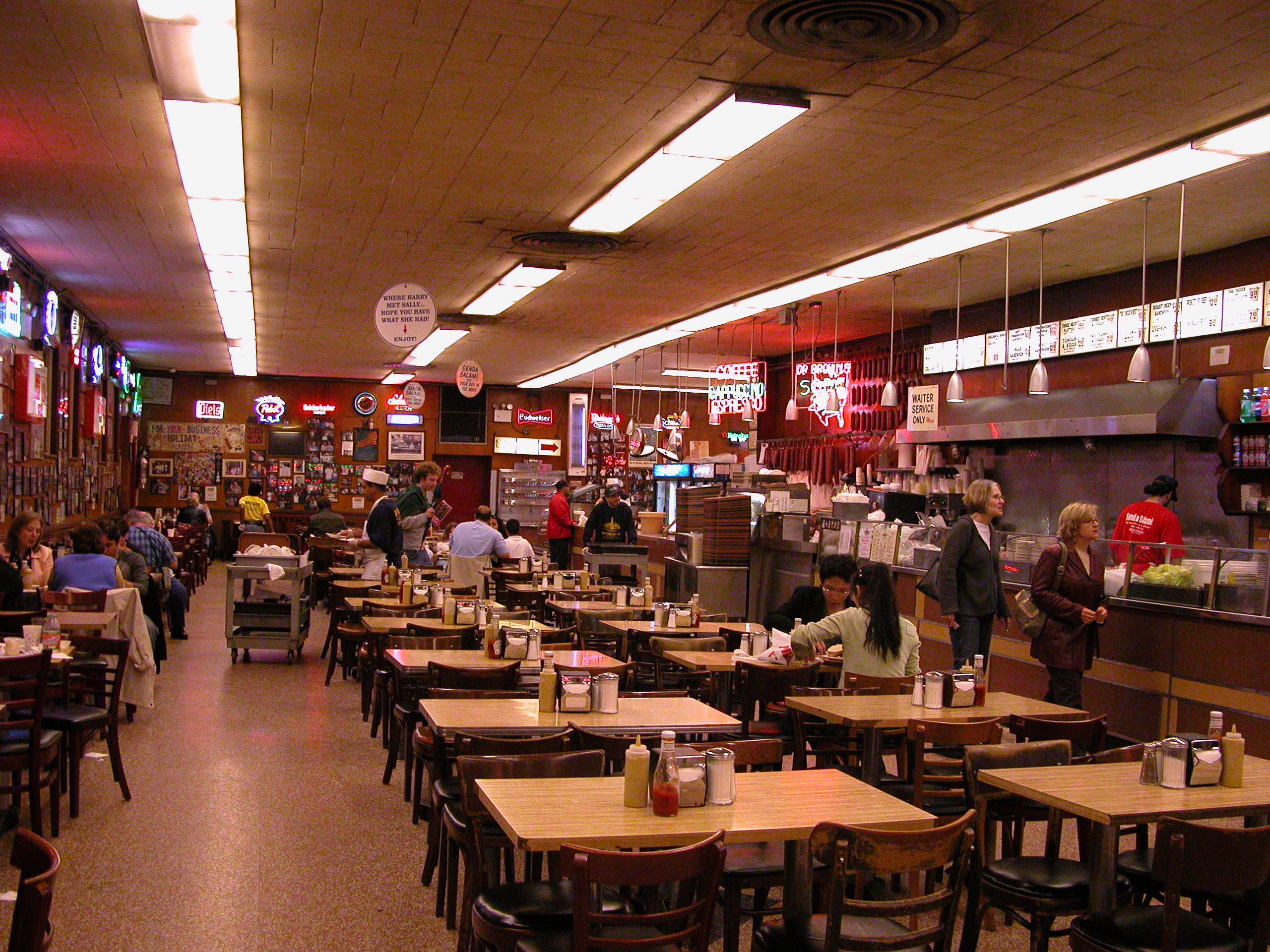
Katz's Deli, un haut-lieu de la cuisine juive new-yorkaise, kosher style but not kosher, c’est-à-dire de style casher mais non casher.

##### Taux de respect de la cacheroute par la communauté juive américaine
Le judaïsme orthodoxe, 22 % des 4,3 millions de Juifs américains, et le judaïsme conservateur, 33 %, tiennent à ce que les Juifs suivent les lois de la cacheroute en tant qu'obligation religieuse. Dans le judaïsme réformé, 38 %, et le judaïsme reconstructioniste, 2 %, ces lois ne sont plus appliquées. Historiquement, le judaïsme réformé, le mouvement le plus important avec environ 1,5 million de membres, s'est activement opposé à la cacheroute comme archaïsme empêchant l'intégration des Juifs dans la société générale. Plus récemment, quelques parties des réformés ont commencé à explorer l'option d'une approche plus traditionnelle. Cette faction, appelé « tradition-penchement » est d'accord avec les réformés qui pensent que les règles de la cacheroute ne sont pas obligatoires, mais croient que les Juifs devraient envisager de les maintenir parce que c'est une bonne manière pour renforcer la sainteté de leur vie. Ainsi, des Juifs sont encouragés à envisager d'adopter une partie ou toutes les règles de la cacheroute à titre volontaire. Le mouvement des Reconstructionistes préconise que ses membres acceptent certaines des règles de la cacheroute, mais de le faire d'une manière non contraignante ; leur position sur la cacheroute est identique à l'aile « tradition-penchement » de la réforme.
Certains Juifs qui ne répondent pas aux exigences de la cacheroute néanmoins maintiennent un certain sous-ensemble des lois ; par exemple, évitent le porc, le cheval, le lapin, les insectes, les mollusques et crustacés où éviteront même la consommation de lait avec un plat de viande.
D'après le sondage des « Jewish Federations of North America » de l'an 2000, 21 % des Juifs américains affirment maintenir la cacheroute à la maison, y inclus ceux qui ne mangent pas cacher (kosher) en dehors de leur maison.

##### Cacherout et droits des animaux aux États-Unis
Les scandales à partir de l'année 2004 autour du plus grand abattoir kocher aux États-Unis, « Agriprocessors », opérées par une famille de Juifs orthodoxes Loubavitch, qui ont choqué beaucoup de Juifs américains, ont augmenté la sensibilité des communautés juives pour les méthodes de l'abattage rituel des animaux, les droits des animaux et les associations de défense des animaux, notamment PETA (People for the Ethical Treatment of Animals)[source insuffisante], qui était parmi les premiers à dénoncer les abus des animaux dans cet abattoir à Postville dans le Iowa.

##### Cacherout et conditions de travail aux États-Unis
De même, le traitement des ouvriers dans l'abattoir « Agriprocessors », dont la majorité étaient aux États-Unis illégalement, a mené à des discussions sur le traitement des êtres humains dans la loi juive. 

#### La cacherout en Israël

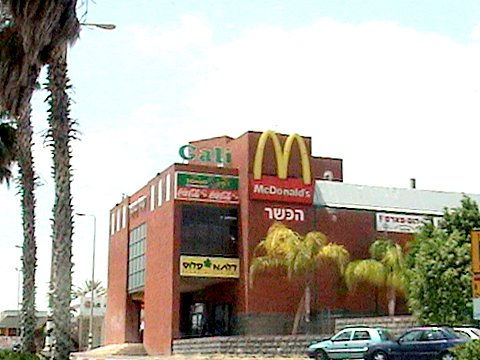
McDonalds casher en Israël.

## Tentatives d'explication de la cacherout
La Torah ne présente guère d'explication précise de ses lois alimentaires dans les versets tels que « Vous observerez donc mes lois et mes statuts, parce que l'homme qui les pratique obtient, par eux, la vie : je suis l'Éternel ». À ce titre, des auteurs, religieux ou laïques, ont présenté de nombreuses tentatives d'explications, aucune n'ayant jamais réuni un consensus autour d'elle, faute de données factuelles incontournables.

### Une tradition religieuse inexpliquée
Les lois alimentaires tiennent une place prépondérante dans la Torah, dès ses premières prescriptions, mais si la Torah décrète, elle ne présente pratiquement aucune justification à ses nombreuses ordonnances, à l'exception du caractère vital du sang, du souvenir de lutte de Jacob avec l'ange et de la sainteté.
La littérature prophétique n'en fournit pas davantage, bien qu'elle juge sévèrement ceux qui ne la suivent pas.
La littérature tannaïtique s'appuie sur son caractère inexpliqué pour conclure à l'inspiration divine de la Torah, écrite aussi bien qu'orale, et les philosophes juifs classifient la législation relative à la cacheroute parmi les houqim (sing. ḥoq), prescriptions pour lesquels on ne connaît pas d'explication rationnelle, et pour lesquelles certains, comme Abraham ibn Ezra, jugent futiles toute recherche d'une raison spécifique. Ce sont des décrets divins devant être respectés pour la seule raison qu’ils ont été ordonnés par Dieu.
Les juifs observant la cacherouth considèrent qu'elle doit être suivie du fait de son caractère biblique, indépendamment de son explication. Cependant, de nombreux penseurs, Moïse Maïmonide en tête, estiment licite de tenter de l'explorer et d'essayer de la comprendre. Plusieurs explications ont été proposées, parfois par un même penseur, sans qu'aucune n'ait fait consensus jusqu'à présent.

### Un rituel symbolique
L'école judéo-alexandrine, dont Philon d'Alexandrie est l'un des représentants, ébauche aux premiers siècles de l'ère commune une rencontre entre judaïsme et philosophie. Celle-ci, à but partiellement apologétique, présente le judaïsme comme une forme de philosophie avant la lettre, et la cacheroute comme un ensemble de lois symboliques. Cette approche, apparaissant également dans les écrits des premiers Pères de l'Église, rencontra peu de succès. L'approche symbolique fut également choisie par l'un des fondateurs du judaïsme orthodoxe moderne, le rabbin Samson Raphaël Hirsch dans son Horeb.
Les animaux cachers représentent la vertu, tandis que les autres incarnent le vice. La prohibition du mélange de la viande et du lait représente une séparation symbolique entre la mort et la vie, respectivement. L'aspect de mansuétude de cette prescription peut également être considéré comme symbolique, car ni le jeune animal (viande) ni sa mère (lait) ne comprennent la cruauté de l'acte et n'en conçoivent de souffrance supplémentaire. De même, la prohibition des animaux carnivores, des animaux malades ou décédés pourrait en partie s'expliquer par son caractère symbolique perçu.

### Une pratique d'hygiène
Afin d'expliquer la cacheroute dans la tradition juive, « les voix n'ont pas manqué qui attribuèrent à cette prohibition des raisons sanitaires, sans vouloir pour autant les considérer comme seules valables ».
Ces voix sont souvent celles de sages exerçant la médecine, à commencer par Moïse Maïmonide, dont l'exemple est plus ou moins suivi par Nahmanide et Gersonide. Par exemple, Maïmonide déclare que
« le sang et la bête morte […] forment une mauvaise nourriture, […] les graisses des entrailles sont trop nourrissantes, nuisent à la digestion et produisent du sang froid et épais ; (quant aux mélanges carnés et lactés), c'est là une nourriture très épaisse qui produit une surabondance [de sang] ».
C'est également pour cette raison que certains interdisent les mélanges de lait et de poisson, et c'est également à elle que des apologues de la prescience biblique font recours afin de justifier les aspects inexpliqués de la loi mosaïque et de ses élaborations rabbiniques en s'appuyant sur les découvertes de la science moderne. Par exemple :
- La proscription de porc diminuait fortement l'incidence de trichinose[165].
- La proscription des prédateurs et charognards préserve des maladies véhiculées par les charognes[166].
- Les fruits de mer meurent rapidement après avoir été pêchés et libèrent rapidement diverses substances, dont l'histamine, et sont responsables chez le consommateur d'empoisonnements et de troubles allergiques[174].
- En 1953, le Dr David I. Macht (en), un pharmacologue, bibliste et chercheur à l'université Johns-Hopkins aux États-Unis, effectua une étude comparative sur les concentrations en toxines des animaux purs et impurs, et conclut à une corrélation à 100 % avec la classification énoncée dans le Lévitique[175]. Il indiquait également les effets délétères des mélanges lacté-carné, notamment l'apparition d'une intolérance au lactose et l'abaissement du niveau des toxines dans la viande abattue rituellement[176]. Ses conclusions furent débattues par la suite par des biologistes à la demande de l'Église Adventiste du Septième Jour[177].

Cependant, l'idée n'était pas universellement admise, et ces aspects sont considérés comme une conséquence inattendue et non la cause de la cacheroute. Cette hypothèse est insuffisante pour expliquer d'autres aspects de la cacheroute, dont la orlah. Par ailleurs, il ne figure aucune liste de végétaux permis et interdits, alors que de nombreuses plantes, y compris au Moyen-Orient, sont vénéneuses ou nocives pour l'homme. De même, Isaac Abravanel objecte que de nombreux plats malsains ne sont pas proscrits par la Torah, et qu'il n'est pas établi que les non-juifs se portent moins bien que les juifs.

### Une mesure de sanctification morale
Selon Moïse Maïmonide, le but véritable de la cacheroute est l'élévation de l'individu via la maîtrise de ses instincts et désirs,, l'homme devant se distinguer de l'animal en s'élevant. Contrairement à ce dernier, sa nourriture doit être choisie et préparée selon des règles nécessitant du temps et un travail spécifique avant d'arriver jusqu'à sa bouche. La shehita, abattage rituel de bêtes soigneusement sélectionnées, se substitue à la chasse, premier expédient naturel contre la faim corrélé d'une soif de sang et résultant en un mode d'alimentation indiscriminé. La prohibition de manger des fruits d'un arbre lors des trois premières années suivant sa plantation permet d'apprécier sur une longue période les bienfaits prodigués et d'en jouir avec respect plutôt que de la manière rapide et irréfléchie qu'entraînerait leur consommation immédiate. La dîme, outre son aspect de justice sociale, a pour but, ainsi que le rappelle la Torah, de rappeler que la fortune matérielle n'est pas le fruit du seul effort mais aussi de la providence divine, à laquelle il est juste de rendre son dû.
Le Rav Kook explique également l'interdit de la cuisson du chevreau dans le lait de sa mère comme un acte de mansuétude envers les bêtes, en s'abstenant de faire cuire la victime d'un assassinat, fût-il saint, dans le fruit d'un vol.
Selon la doctrine hassidique, d'inspiration kabbalistique, la sanctification de l'acte de manger (en le réalisant avec une intention appropriée — se fortifier pour mieux suivre les lois de la Torah) est nécessaire pour libérer les « étincelles de sainteté, » incluses dans tous les objets. Ces « étincelles » sont en réalité des voies de communication avec le divin, et leur « activation » permet d'amener la Présence divine dans le monde physique. Cependant, les étincelles ne peuvent être libérées de la matière constituant tous les animaux, raison pour laquelle des « signes » ont été donnés dans la Torah pour les identifier.
Les sabots fendus des animaux permis symbolisent un ancrage incomplet dans le monde matériel, et donc une voie plus facile vers le spirituel ; la rumination de nourriture par ces animaux (la nourriture symbolise la Torah et la sainteté en général), c'est-à-dire la double mastication symbolise l'étude de la Torah et la faculté de réfléchir, de pénétrer plus profondément dans des concepts saints ou dans la sainteté, ce qui s'accorde bien avec la nécessité de séparer les étincelles de leur matière.
Ces signes ne sont cependant que des signes, et ne rendent pas l'animal cacher par leur présence : un chameau (animal interdit) qui serait né avec les sabots totalement fendus ne deviendrait pas pur pour autant.

### Une mesure de sanctification ethnique
Le concept de sanctification, dans son acception étymologique de « distinction » ou « séparation, » a également fait l'objet d'investigations académiques.
L'anthropologiste de la culture Mary Douglas a écrit dans son Purity and Danger comment les Israélites pourraient avoir utilisé l'idée de la distinction (ici par les lois alimentaires) comme une façon de créer la sainteté.
Gordon Wenham (en), théologien chrétien, pense que les lois rappelaient à Israël quelle sorte de comportement était attendu de lui, qu'il avait choisi d'être saint dans un monde impur, c'est-à-dire distinct et ne devant sous aucun prétexte se mêler à l'impureté : tout comme les décrets rabbiniques, les prescriptions bibliques avaient pour effet de diminuer l'assimilation culturelle et les mariages mixtes avec les peuplades environnantes, renforçant le sentiment d'une identité juive propre.
La circoncision aussi leur était relativement propre (mais d'autres peuples la pratiquaient, comme les Égyptiens), et surtout, elle était de l'ordre du privé, alors que les lois alimentaires étaient une pratique visible publiquement. Leur observance était un donc signe de distinction, et contribuait à renforcer l'attachement des Israélites puis des Juifs à leur spécificité ».
C'est également à cette conclusion que parviennent (avec une certaine prudence) Israël Finkelstein, archéologue, et Neil Asher Silberman, historien, en interprétant les résultats des fouilles archéologiques menées en terre d'Israël. Dans une couche datée entre les XIIe et XIe siècles avant l'ère commune, on a retrouvé, dans les hautes-terres de l'est de Canaan (c'est-à-dire dans l'actuelle Cisjordanie ou « territoires disputés » de Judée-Samarie), ce que les auteurs de La Bible dévoilée pensent être les premiers établissements israélites dans la région. Ces hameaux se distinguent des villages avoisinants par l'absence d'os de porc.
« Tandis que les premiers Israélites ne mangeaient pas de porc, les Philistins, en revanche, en consommaient ; il en est de même des Ammonites et des Moabites établis à l'est du Jourdain, si l'on en croit les données rudimentaires dont nous disposons. L'absence de consommation de porc ne s'explique pas seulement par des raisons environnementales ou économiques. Elle reste en fait le seul indice que nous possédions d'une identité précise, partagée par l'ensemble des villageois [des hautes-terres…]. Le monothéisme, ainsi que les traditions sur l'exode et sur l'alliance n'ont fait leur apparition, semble-t-il, que bien plus tard. Donc, un demi-millénaire avant la composition des textes bibliques, qui présentent les détails des règlements diététiques, les Israélites avaient décidé de ne plus manger de porc sans doute parce que le porc se conservait très mal dans des zones à fortes chaleurs. Lorsque les Juifs contemporains observent cette interdiction, ils ne font que perpétuer la plus ancienne pratique culturelle du peuple d'Israël attestée par l'archéologie. »
Néanmoins, l'abstention de consommer du porc pour des raisons hygiéniques par les Israélites interroge le fait que leurs voisins vivant sous les mêmes latitudes en aient consommé à la même époque.

### Une sauvegarde socio-économique
Marvin Harris, anthropologue, a suggéré des raisons économiques à la cacheroute, et à l'interdit sur le porc en particulier. En effet, dans un pays aride comme la terre d'Israël, où le porc ne peut fourrager dans des forêts inexistantes, il ne peut être nourri qu'avec des céréales, dont ont également besoin les hommes. Lors des années de disette, un conflit se serait élevé entre les éleveurs de porc et les affamés. À noter qu'aucun historien n'a relevé des traces de ce conflit supposé, provoqué par l'élevage de porcs.

### Orthographe et transcription des termes
- Le mot כשרות est transcrit de diverses façons, parmi lesquels cacherout, cacheroute et cacherouth. Le Dictionnaire encyclopédique du judaïsme ( éd. Cerf/Robert Laffont, collection Bouquins, Paris 1996) privilégie la première de ces formes.
- Le terme כשר est prononcé et translittéré différemment selon qu'on soit originaire d'Europe centrale et orientale ou du bassin méditerranéen. Les pays anglo-saxons s'alignent sur les premiers et écrivent « kosher » ou « kasher » tandis que « kacher » ou « cachère » prédominent dans les pays francophones, qui suivent les seconds.

Le Petit Larousse propose les orthographes « kasher », « casher » ou « cacher » et présente ces adjectifs comme invariables.
La dernière édition du Dictionnaire de l'Académie semble privilégier l'orthographe « Kacher » et précise : « On écrit aussi Kasher et, moins souvent, Cacher » (du fait du risque de confusion avec le verbe « cacher »). Le TLFi quant à lui propose les orthographes « casher », « cawcher » et « câchère ». Le dictionnaire Antidote propose « cascher », « cawcher », « cachère », « kasher », « casher » ou « kascher » mais semble privilégier « kascher ». Enfin, les rectifications de 1990 recommandent les orthographes « kascher » et « cascher ».